# Sydney Carline

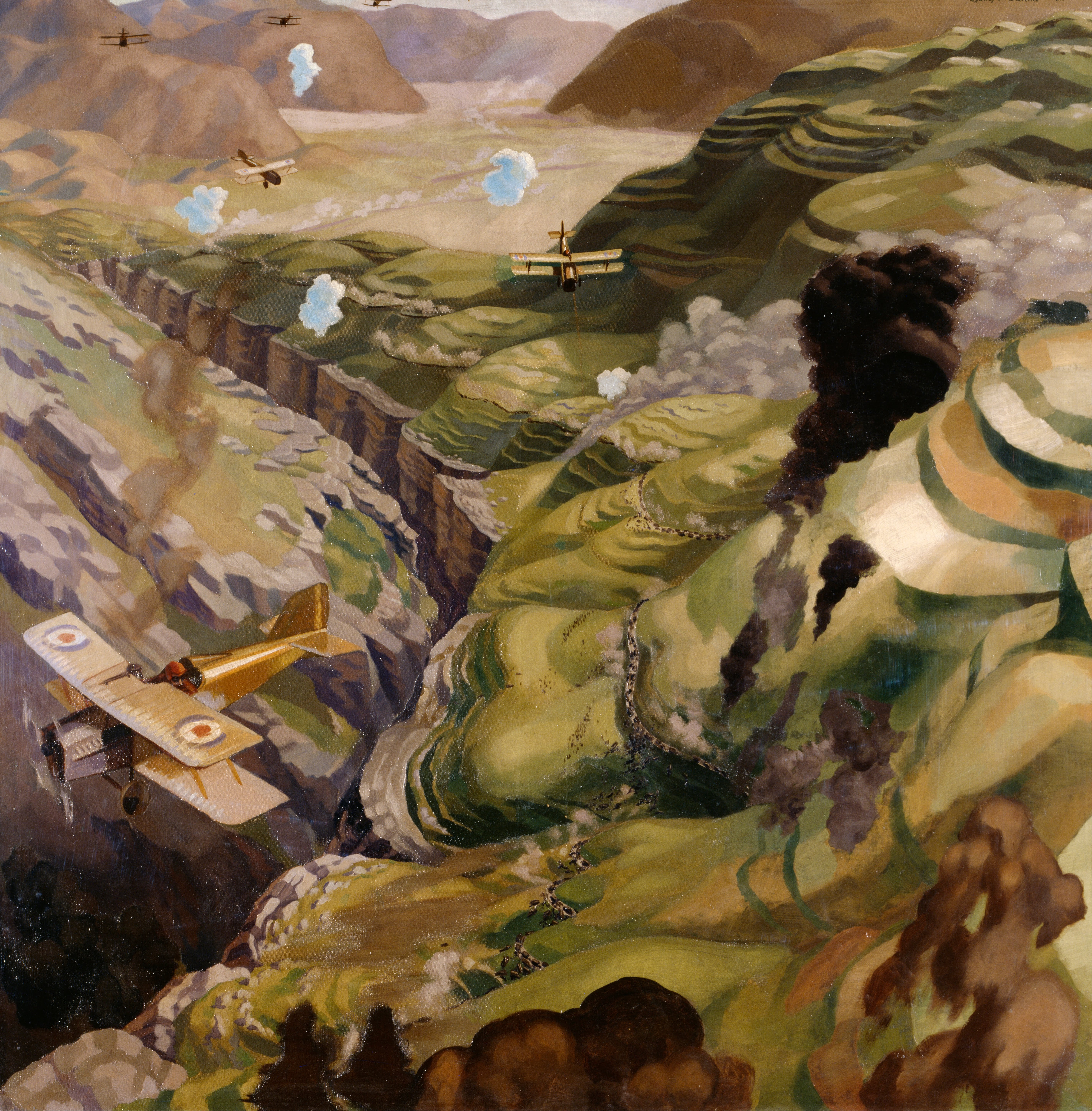
Carline, Sydney W - The Destruction of the Turkish Transport in the Gorge of the Wadi Fara, Palestine - Google Art Project

Sydney William Carline (* 14. August 1888 in London, Vereinigtes Königreich; † 14. Februar 1929 ebendort) war ein britischer Maler und Lehrer. Er war bekannt für seine Luftkampfdarstellungen.

## Leben

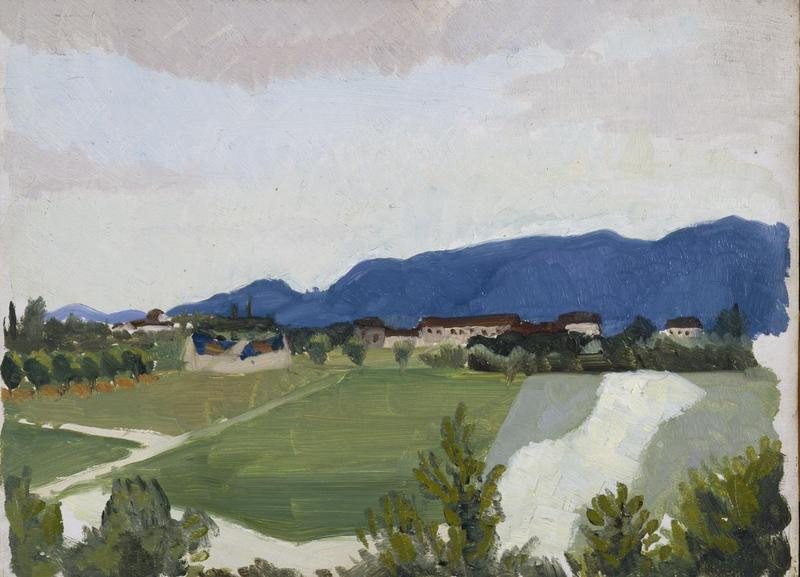
Aerodrome with Camouflaged Hangars

Sydney Carline war der Sohn des Künstlers George Carline. Er wurde 1888 in London geboren, seine Geschwister Richard Carline und Hilda Carline waren ebenfalls Künstler. Sydney Carline war Maler, Zeichner und Medaillengewinner. Er malte vor allem Landschaften und Porträts, sein Studium absolvierte er an der Slade School of Fine Art von 1907 bis 1910 und später in Paris. Als der Erste Weltkrieg ausbrach, trat er gemeinsam mit seinem Bruder Richard der Royalen Flugstaffel bei und diente an der Westfront im Mittleren Osten. Während seiner Zeit in Palästina stellte er sein berühmtestes Kriegsbild her - The Destruction of the Turkish Transport. Um das Jahr 1918 wurde Sydney als berühmter Maler bekannt. Richard und Sydney hatten die Aufgabe die Ereignisse auf Kriegsschauplätzen zu dokumentieren, darzustellen und dadurch für die Ewigkeit sowohl Siege als auch schmerzliche Niederlagen, wie etwa die Belagerung von Kut al-Amara, festzuhalten. Die meisten Gemälde stellten Luftkämpfe und das Leben als Pilot bei den Royal Flying Corps bzw. bei der Royal Air Force dar. Sydney Carline war einer der ersten Piloten bei den Royal Flying Corps. In einigen Ölgemälden Carlines nimmt der Betrachter den Platz des Piloten ein und folgt den Linien anderer Flugzeuge über Landschaften und durch Rauchwolken. Die von Carline eingesetzten Farben bewirken, dass die Landschaft einengend wirkt.

## Während des Ersten Weltkriegs

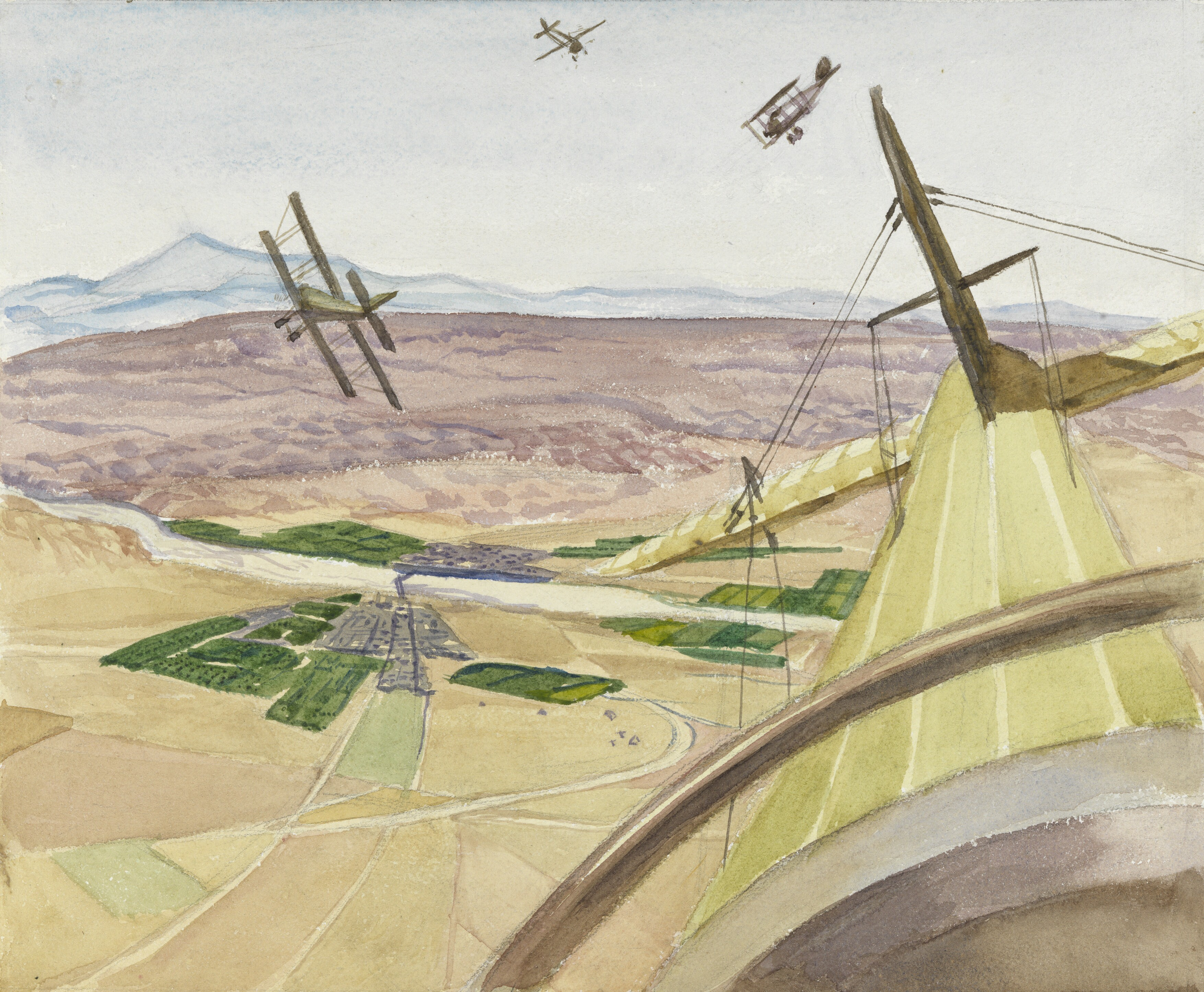
Flying Above Kirkuk, Kurdistan (1919) (Art.IWM ART 4637)

Als der Erste Weltkrieg ausbrach, trat Carline der britischen Armee bei, zunächst als Kurier, bis er 1916 Pilot in der Royalen Flugstaffel wurde. In Frankreich wurde er angeschossen und verwundet. Er überlebte und wurde daraufhin Pilot eines einsitzigen Flugzeuges genannt Sopwith Camel, an der italienischen Front, bis Ende 1917. Während seiner Zeit in Italien richtete er sich ein Atelier in einem Museum in Vicenza ein. Bis Februar 1918 skizzierte er dort Kampfszenen, ohne offiziellen Auftrag. Sein Bruder Richard unterstützte ihn dabei ein offizieller Kriegsmaler zu werden. In diesem Rahmen skizzierte er unter anderem von Juli bis November 1918 Luftkämpfe an der italienischen Front. Um diese Luftkämpfe möglichst gut dokumentieren zu können, wurde er aufgrund seiner Pilotenerfahrung wurde der RAF-Sektion zugeteilt.
1919 schickte das Imperial War Museum Sydney und Richard in den Mittleren Osten. Als offizielle Kriegsmaler der Royal Air Force war es ihre Aufgabe die Luftkämpfe darzustellen. Sie bereisten die Region rund um Jerusalem. Neben ihren militärischen Pflichten besuchten sie auch historische und archäologische Orte. In Wadi Fara fertigten sie einige Skizzen an, welche später wahrscheinlich das Werk The Destruction of the Turkish Transport in the Gorge of the Wadi Fara, Palestine darstellt. Das Werk bildet einen Angriff auf die türkischen Truppen in einer steilen Schlucht ab. Nachdem die Brüder einige Zeit in Beirut verbrachten, wurden sie nach Kairo und danach nach Bagdad geschickt. Schließlich wurden sie nach Mossul geschickt, wo gerade die RAF einen Bombenangriff gegen die kurdischen Aufständischen plante. Bevor dieser jedoch 1919 ausgeführt werden konnte, wurden die beiden wieder nach England zurückberufen.
Nach dem Krieg unterrichtete Sydney Carline in Oxford, 1922 wurde er Mitglied der London Group. 1920 stellten die beiden Brüder Richard und Sydney ihre Gemälde bei einer Ausstellung aus. Sechs Jahre später illustrierte Sydney T. E. Lawrences Aufstand in der Wüste. 1920 stellten die beiden Brüder ihre Arbeiten, welche in Palästina und Mesopotamien angefertigt wurden in der Goupil Gallery in London aus. Wobei sich einige der ausgestellten Bilder nicht auf den Krieg bezogen, wie etwa die beiden Bilder Mount Hermon and Mount Sannin above the Clouds, Palestine und Jerusalem and the Dead Sea from an Aeroplane, welche von Richard Carline gefertigt wurden. Zur damaligen Zeit war es nur einem sehr kleinen Teil der Bevölkerung möglich zu fliegen. Die Bilder kennzeichnen somit die für immer bestehenden Sehenswürdigkeiten des Heiligen Landes und den technischen Fortschritt. In vielen Bildern ist die britische Militärpräsenz nicht sichtbar, stattdessen ist auf den Bildern die Landschaft des Heiligen Landes abgebildet.

## Tod und Nachlass
Aufgrund von Finanzierungsengpässen kaufte die RAF-Sektion des Imperial War Museum (IWM) nicht so viele Gemälde wie erwartet. Nach Carlines Tod bot Richard dem Museum weitere Zeichnungen und Gemälde, aus der Zeit als Carline für das Museum arbeitete an. Über hundert Arbeiten Carlines wurden an das Museum übergeben. Auch an die Usher Art Gallery in Lincoln wurden 1929 Werke Carlines für eine Ausstellung verborgt.

## Werkeliste nach Galerien

### The Ashmolean Museum of Art and Archeology
- Over the Hills of Kurdistan: Flying above Kirkuk (1919)

### Usher Gallery
- Village by Lake Orta, Italy

### Manchester Art Gallery
- The Walnut Tree (1928)

### Ruskin School of Drawing and Fine Art, University of Oxford
- Self Portrait

### Rozelle House Galleries
- Snow in Hampstead (1926)

### IWM (Imperial War Museum) London
- Among the Anti-Aircraft Bursts at 20,000 Feet above the Alps: A British Air Squadron Crossing the Anglo-Austrian Line along the River Piave, Italy (1918)
- A Destroyed Turkish Aerodrome at Rayak, Lebanon, 1919 (1920)
- Aerodrome with Camouflaged Hangars (1918)
- “Sopwith Camel” Patrol Attacking an Austrian Aerodrome near Sacile, Italy (1918)
- A British Pilot in a BE2c Approaching Hit along the Course of the River Euphrates, Juli (1919)
- “Sopwith Camel” Patrol Attacking Austrian Troops Retreating along the Road to Udine, Italy (1918)
- The Dead Sea: An Enemy Aeroplane over the Dead Sea, Palestine (1920)
- Study for “The Dead Sea: An Enemy Aeroplane over the Dead Sea, Palestine” (1920)
- Austrian Dugout beyond Mount Grappa after the Italian Advance of October 1918 (1918)
- British Scouts Leaving Their Aerodrome on Patrol over the Asiago Plateau, Italy (1918)
- Two British Planes Attacking the Turkish Army Corps in the Gorge of the Wadi Baroda, Lebanon, 30. September 1918 (1919)
- Study for “The Dead Sea: An Enemy Aeroplane over the Dead Sea, Palestine” (1919)
- Flying over the Desert at Sunset, Mesopotamia (1919)
- The Sea of Galilee: Aeroplanes Attacking Turkish Boats (1919)
- The Destruction of the Turkish Transport in the Gorge of the Wadi Fara, Palestine (1920)
- Study for “The Destruction of the Turkish Transport in the Gorge of the Wadi Fara, Palestine” (1919)
- The Hills of Judea (1919)
- The Destruction of an Austrian Machine in the Gorge of the Brenta Valley, Italy (1918)
- Austrian Prisoners Driven in from the Austrian Lines (1918)
- British “Maurice Farman” Attacked by a German “Fokker” While Dropping Sacks of Corn on Kut-el-Amara during the Siege of 1916 (1919)
- Italians Leaving Padua on Account of the Raids (1918)

### Calderdale Metropolitan Borough Council
- Mostar, Herzegovina (1922)

### Royal Air Force Museum
- Italian Front (1918)

### York Museums Trust
- The Trail of War (1919)

### Tate
- Bank Holiday on Hampstead Heath (1915)
- St. John’s, Downshire Hill, Hampstead (1927–28)

Quelle:

## Galerie

Skizzen Sydney Carline
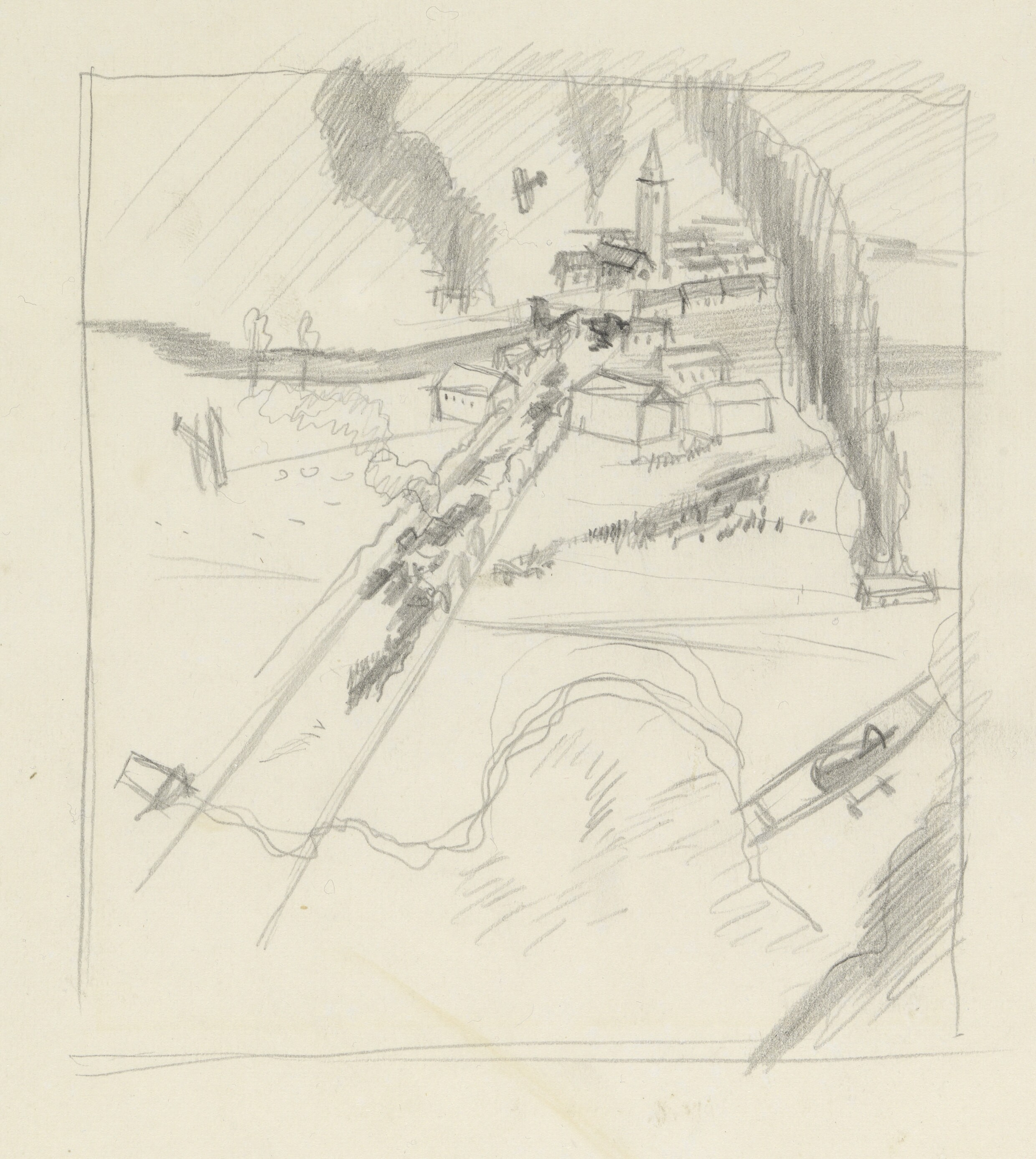
Aerial View of a Village Under Attack, Italy 1918
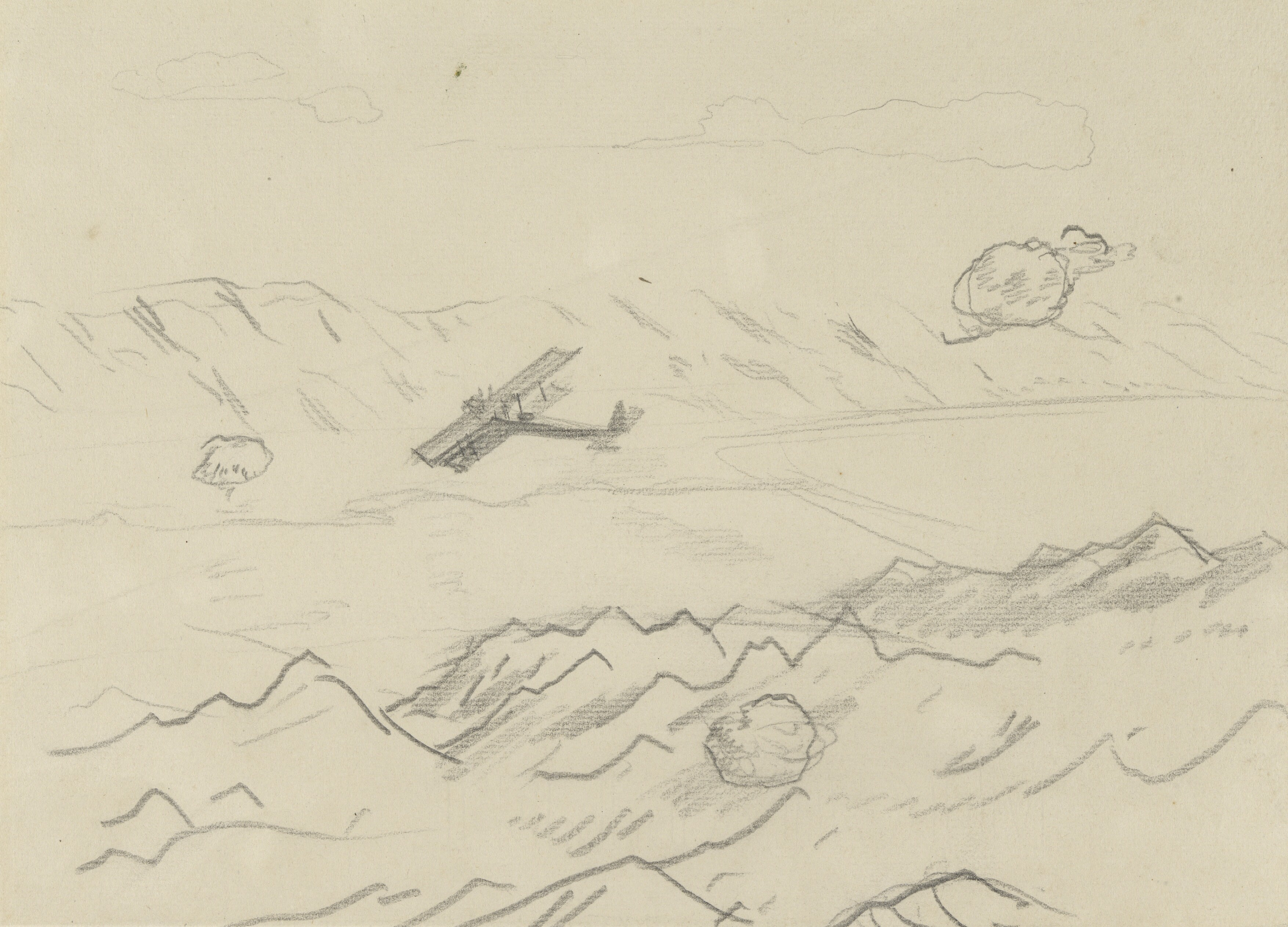
Study for “the Dead Sea”
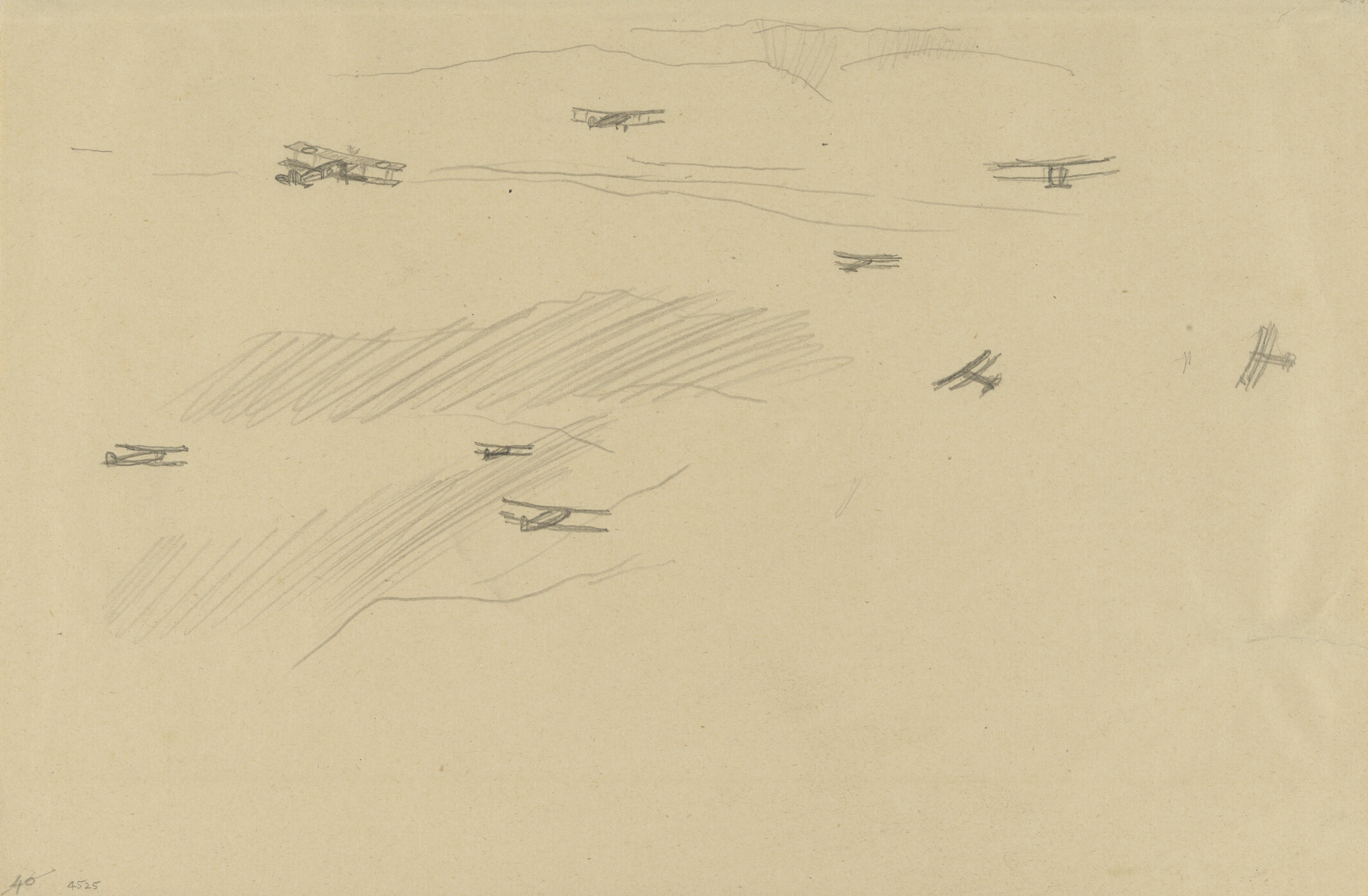
Sketch of Flying Aircraft, Italy, 1918
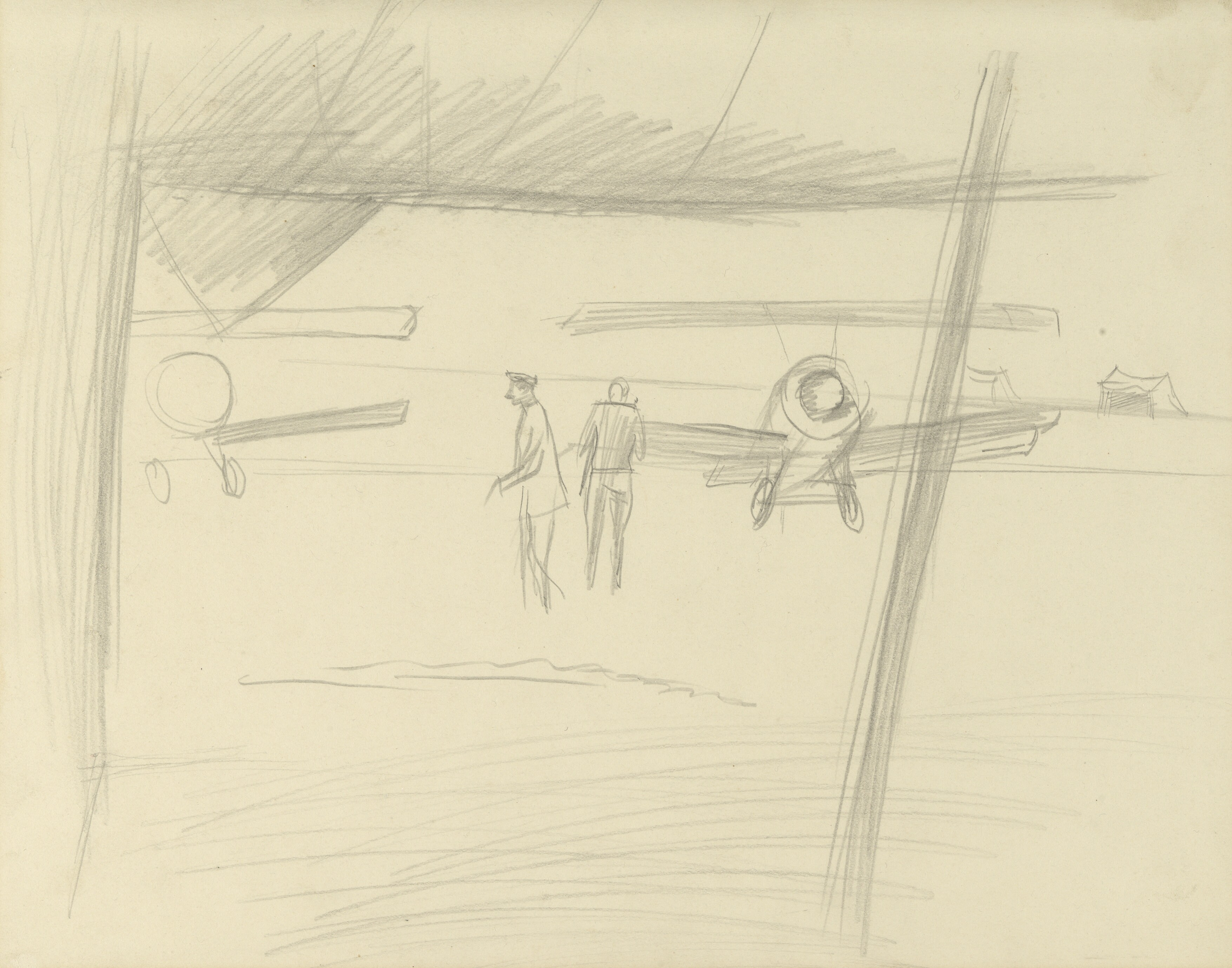
View from a Hangar, Italy, 1918
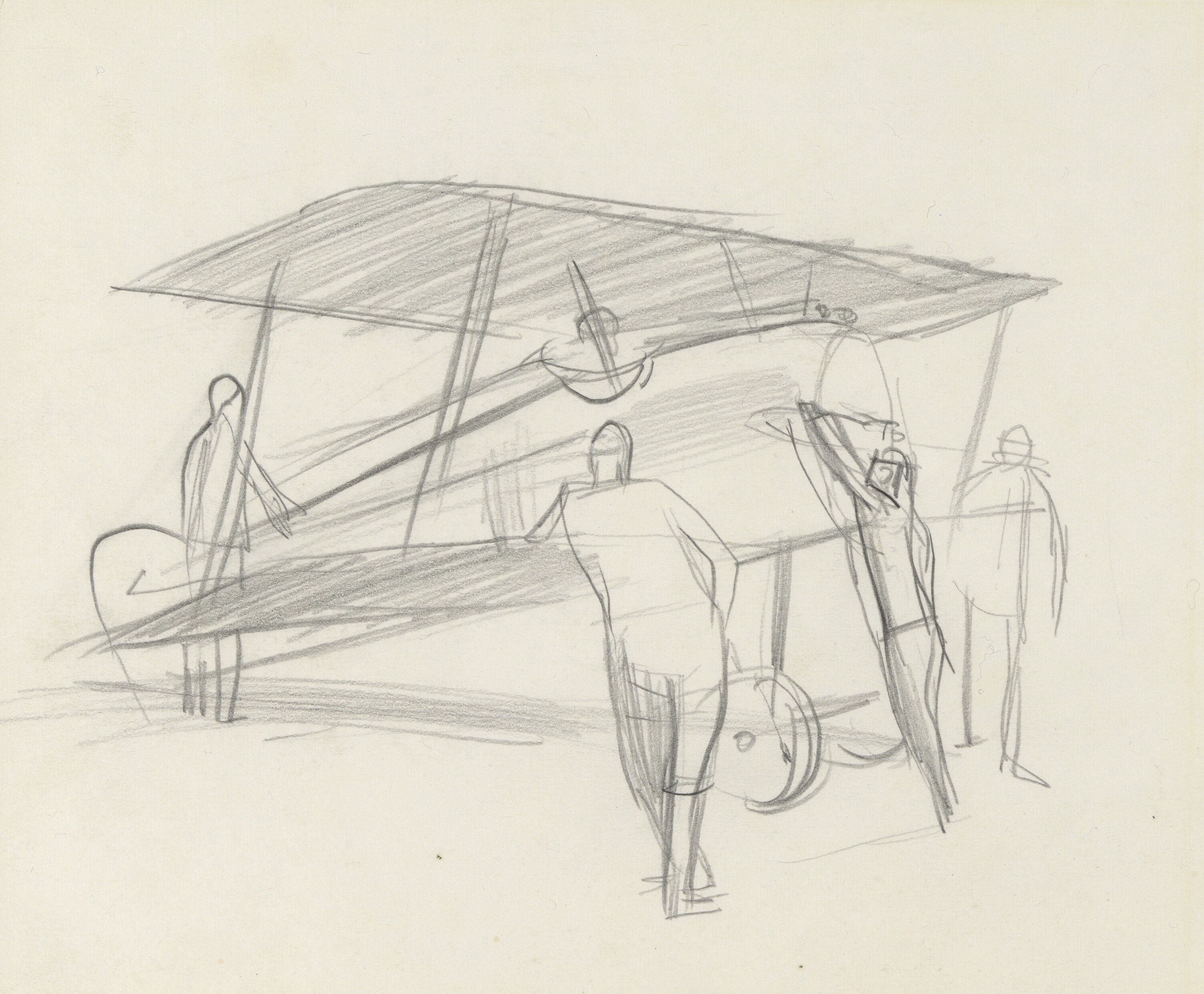
Sopwith Camel Being “started-up” for Flight, Italy, October 1918
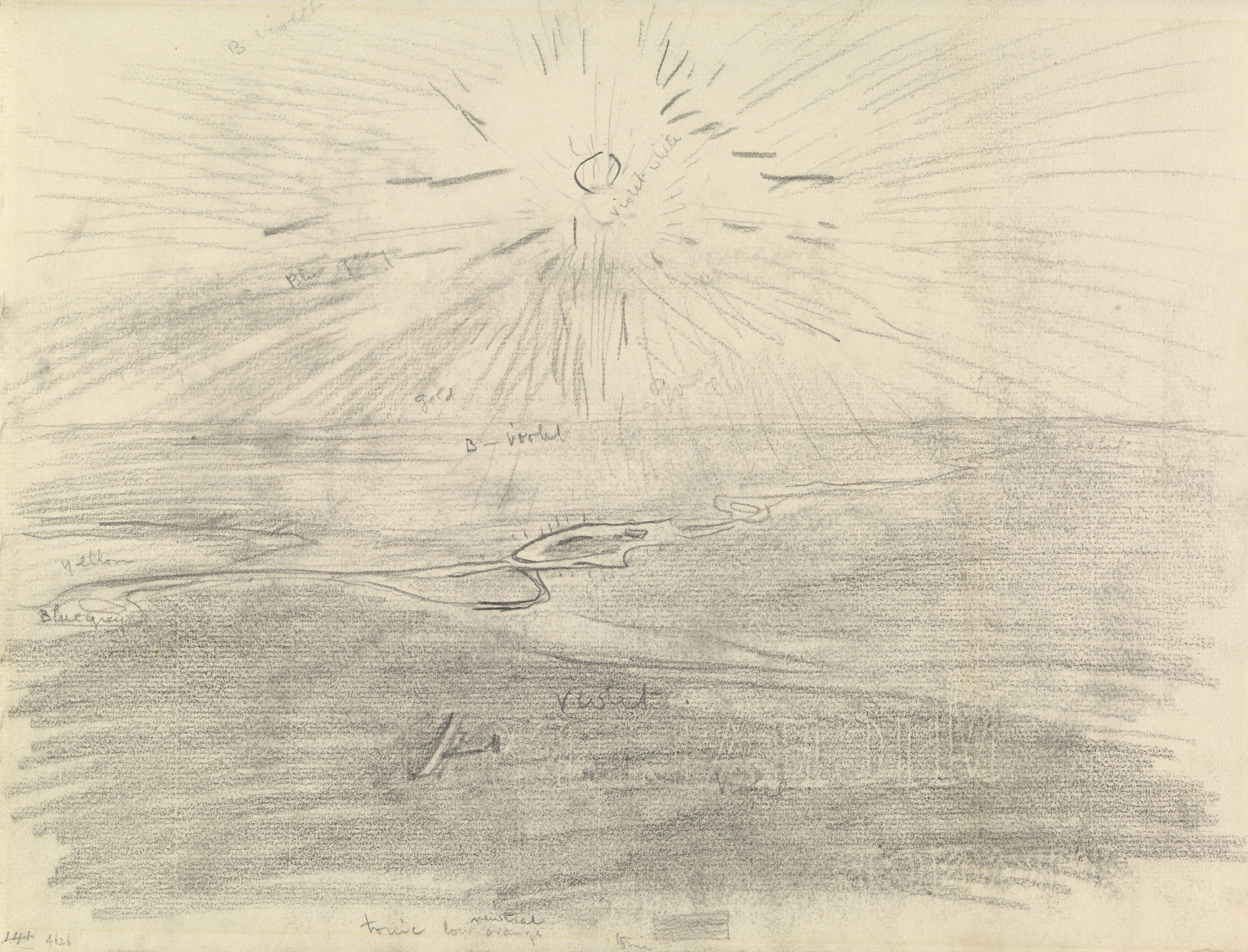
Study for “flying Over the Desert at Sunset, Mesopotamia, 1919”
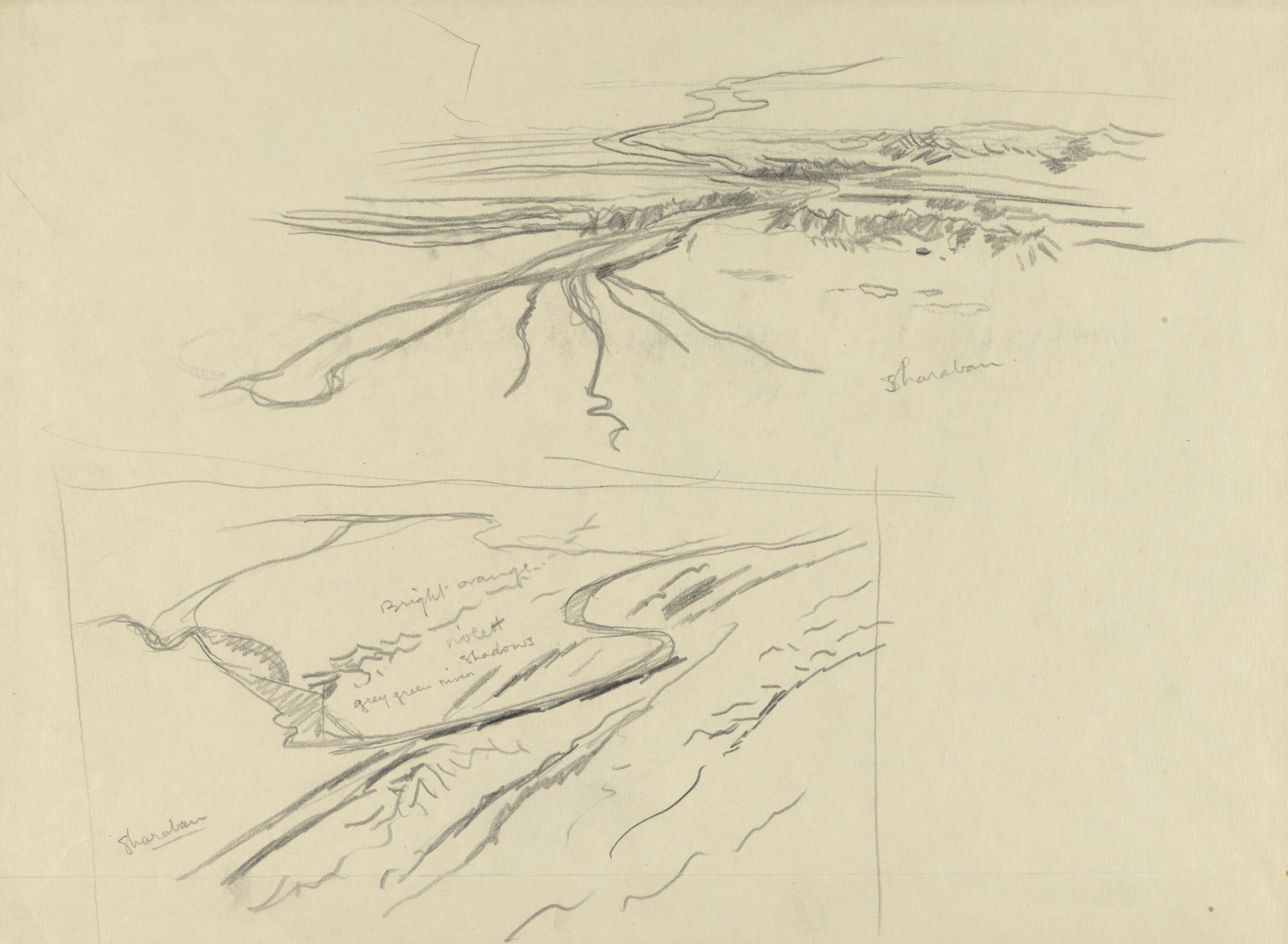
landscape Sketches, July 1919
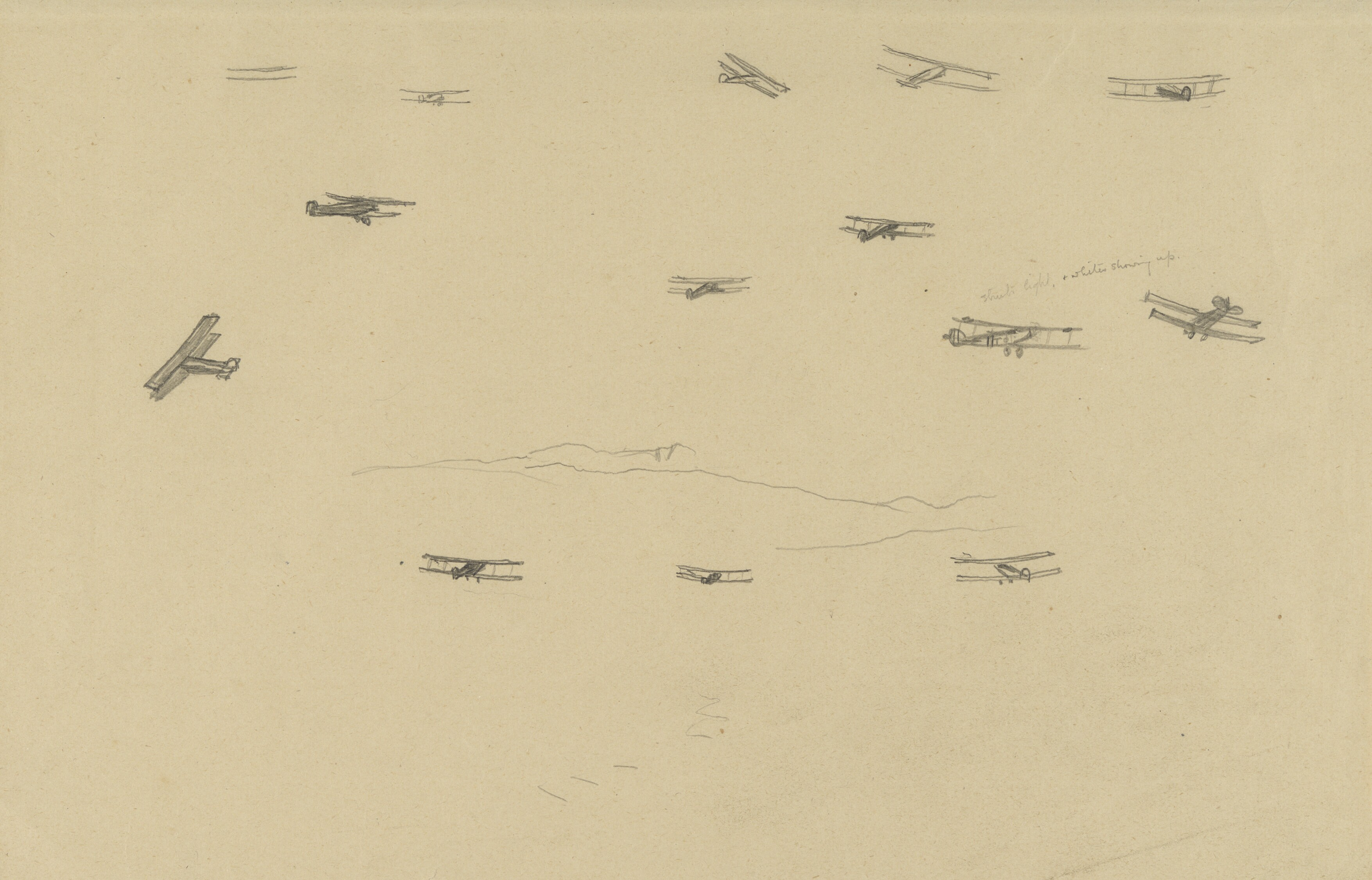
Sketch of Flying Aircraft, Italy, 1918
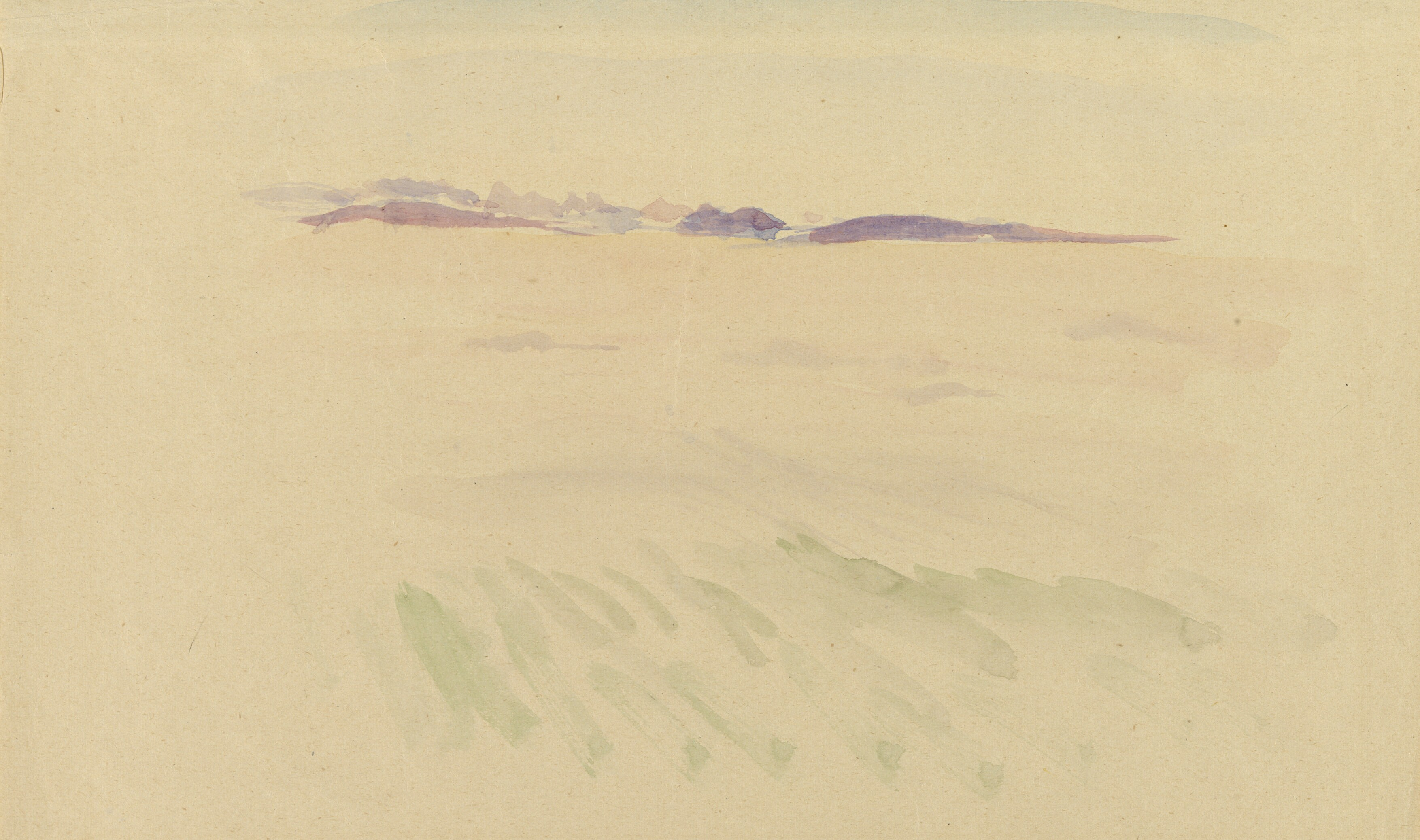
Aerial View over the Asiago Plateau, Italy, 1918
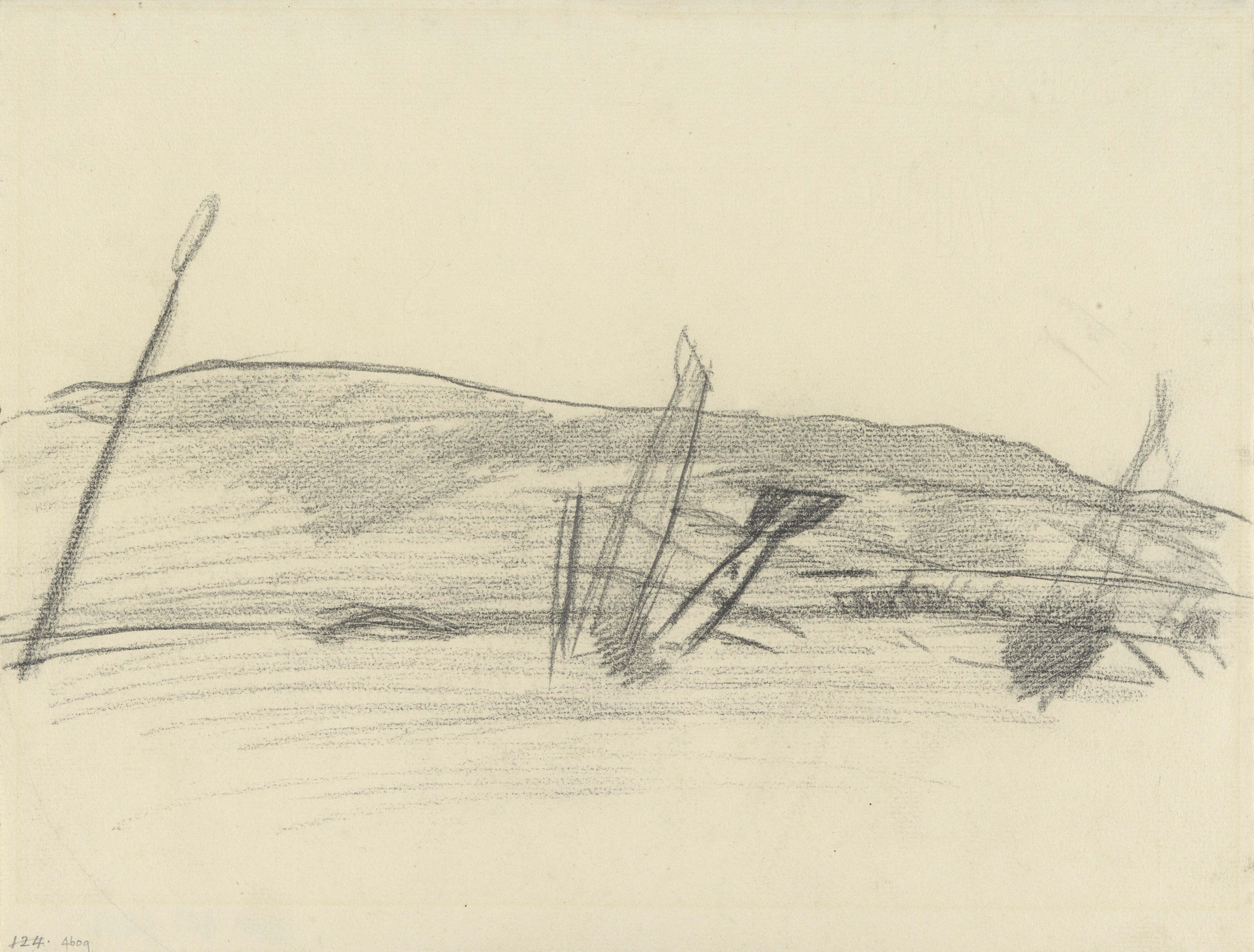
Study for “a Destroyed Turkish Aerodrome at Rayak, Lebanon, Syria”
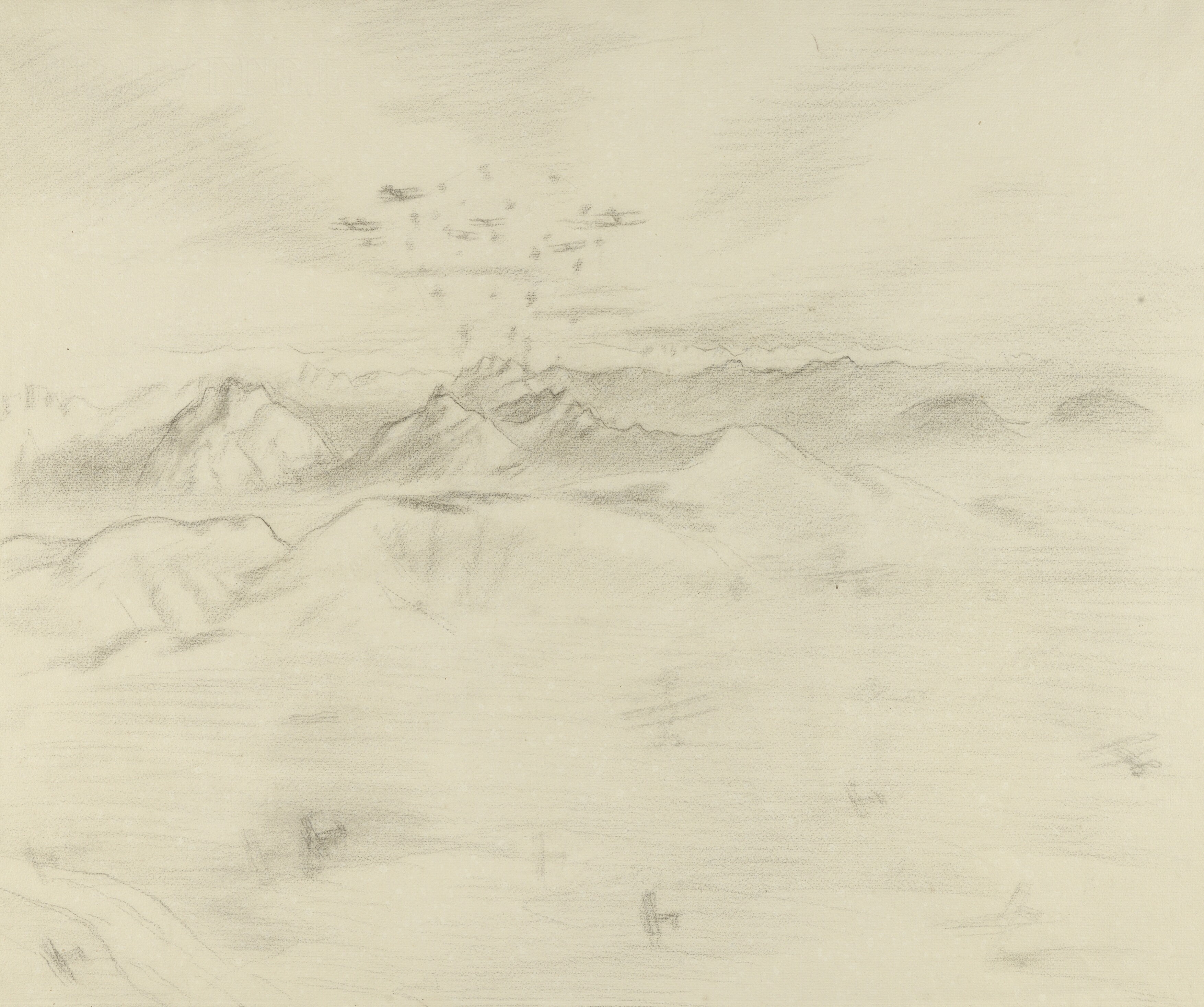
Study for “among the Anti-aircraft Bursts at 20,000 feet above the Alps”
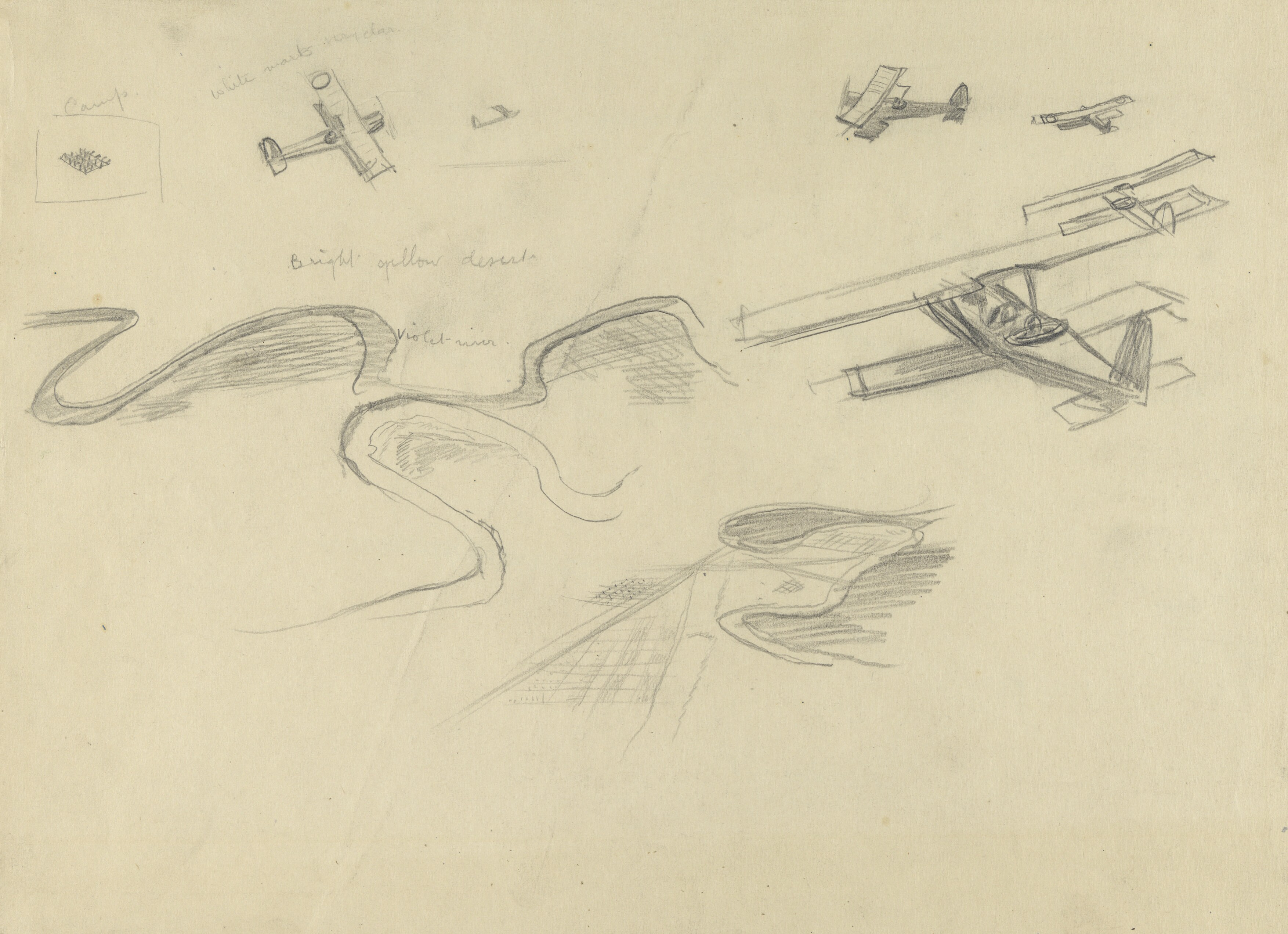
Aircraft and Aerial Views, July 1919
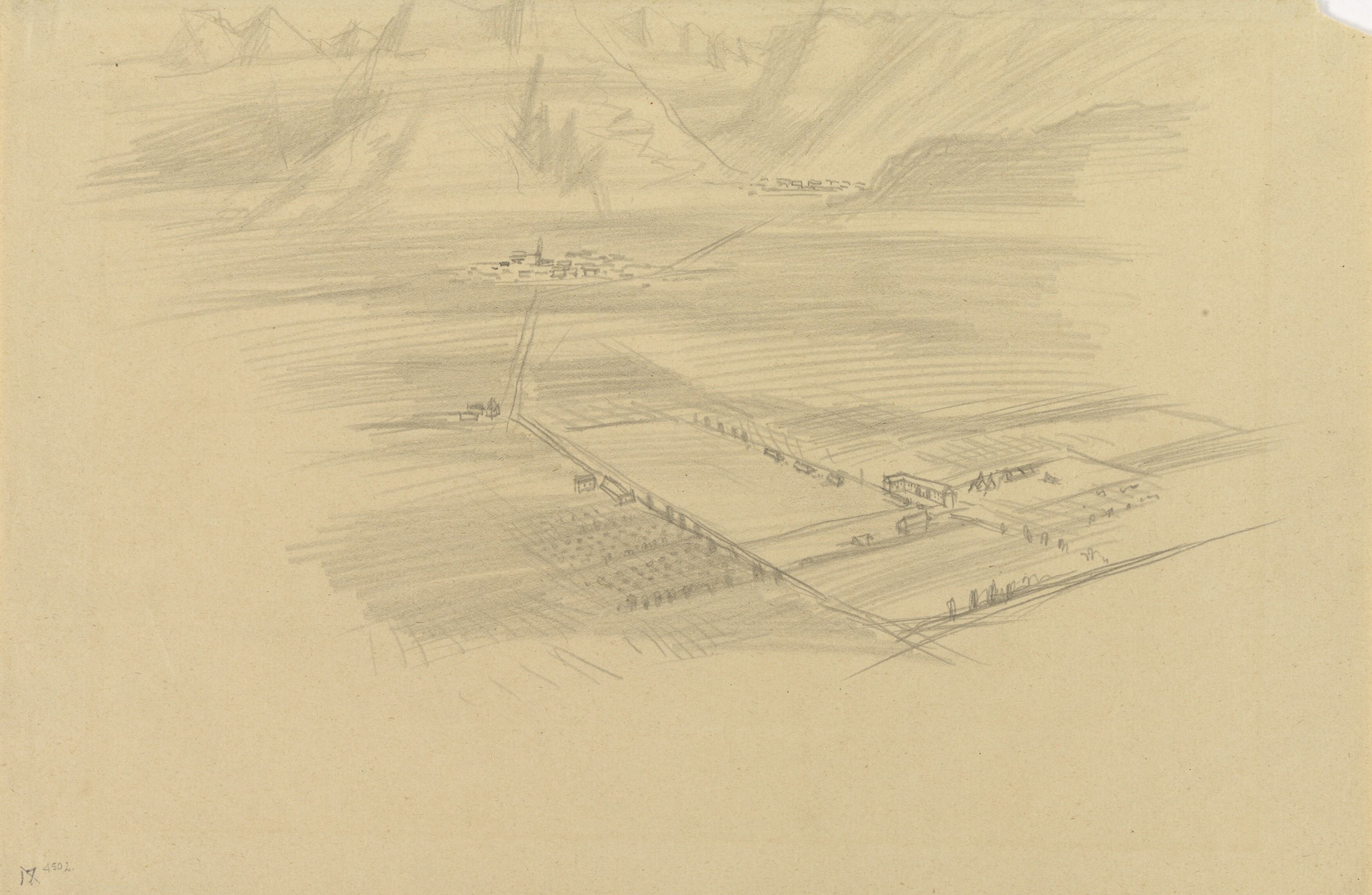
Aerial View over the Asiago Plateau, Italy, 1918
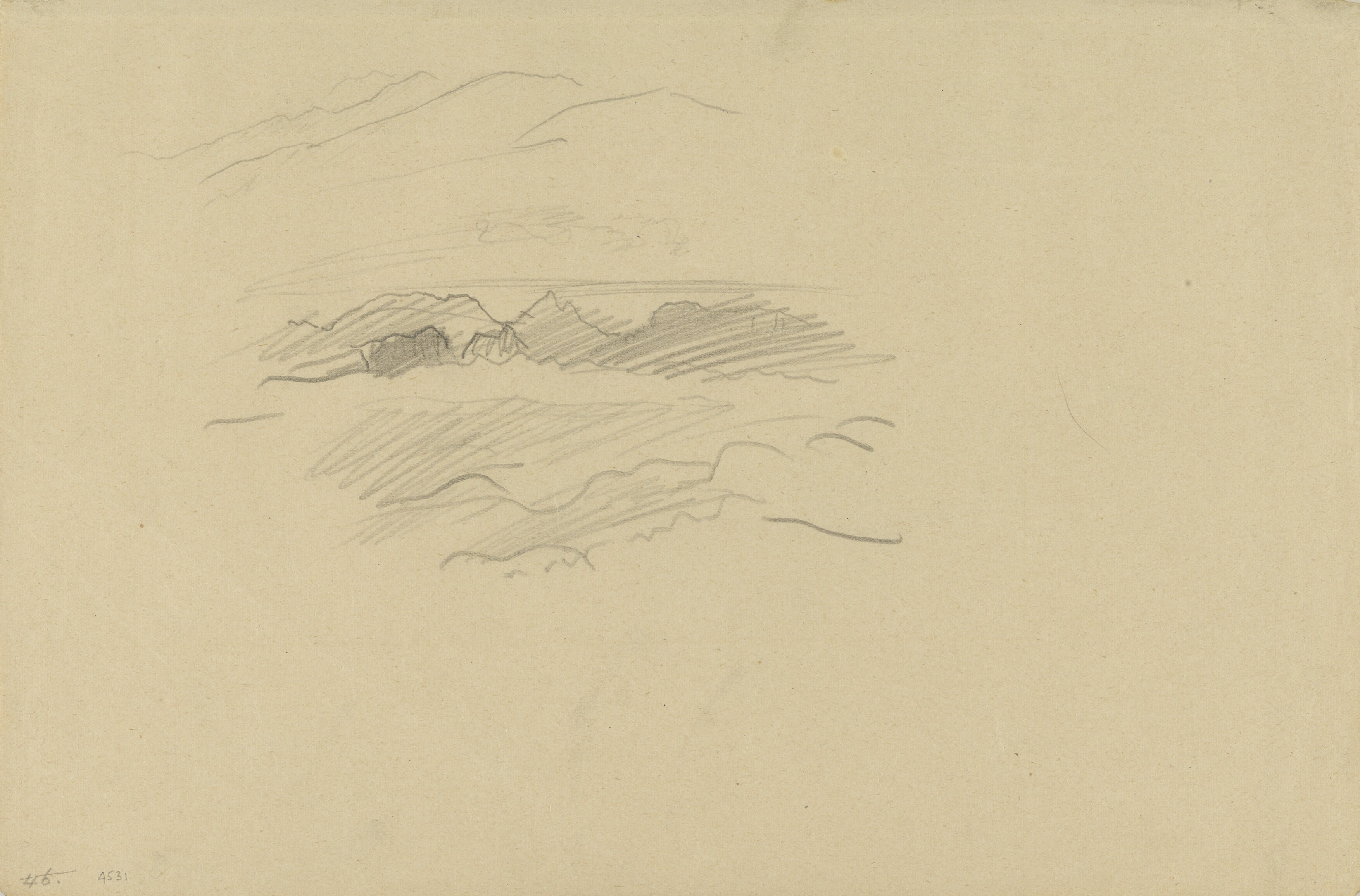
Slight Sketch of a Cloudscape over the Italian Alps, 1918
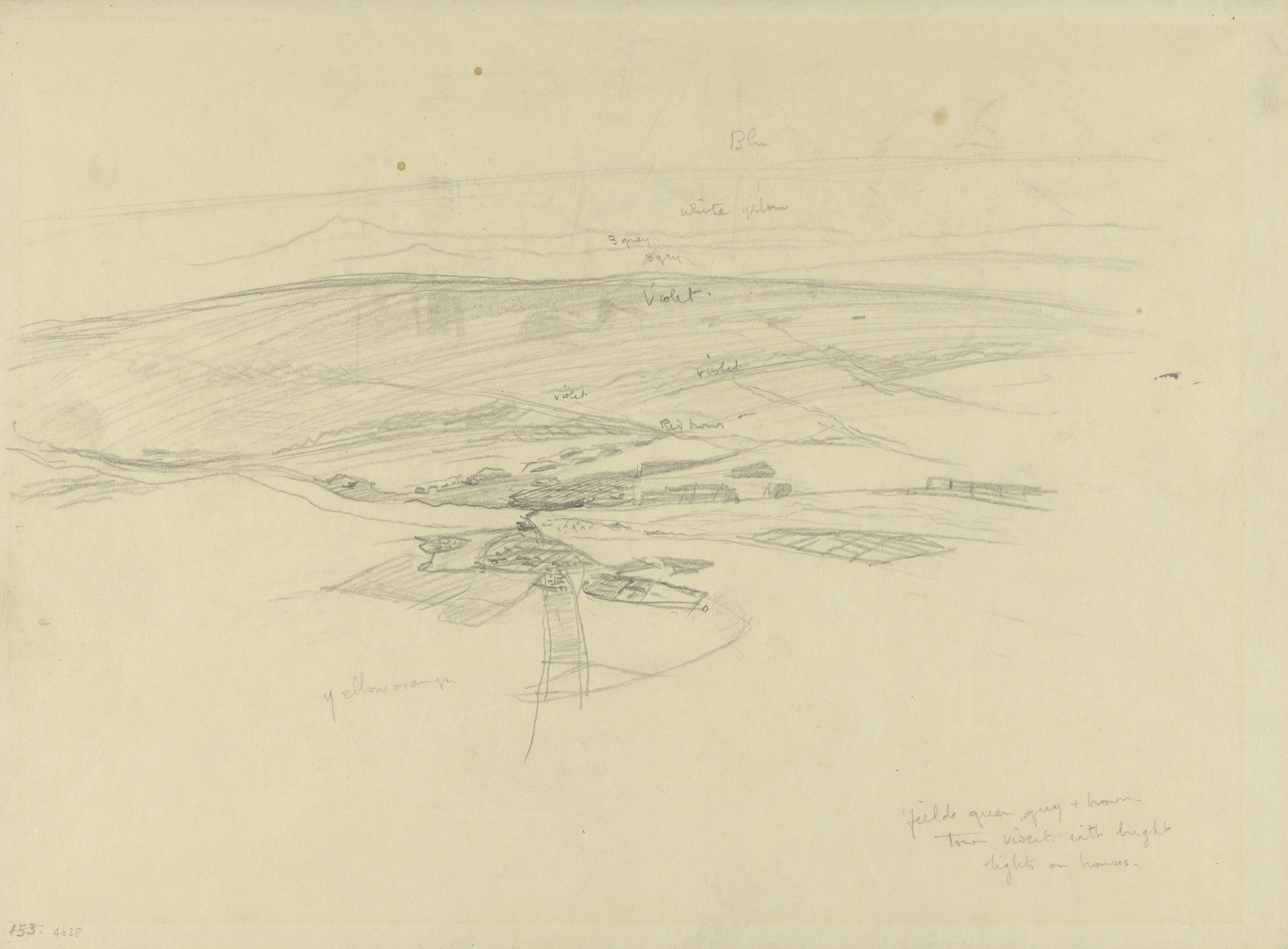
Sketch for “flying Above Kirkuk, Kurdistan, 1919”
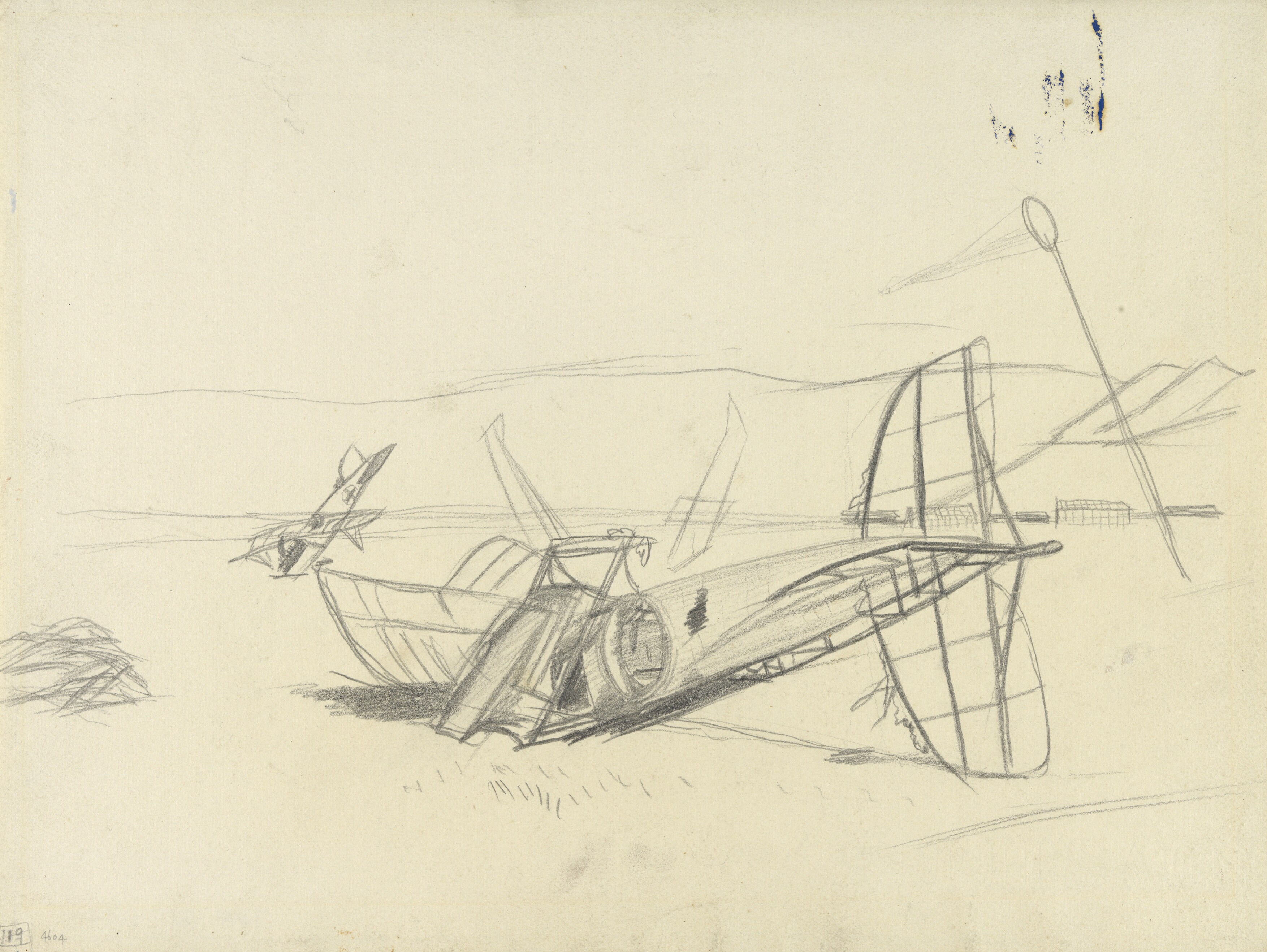
Study for “a Destroyed Turkish Aerodrome at Rayak, Lebanon, Syria”
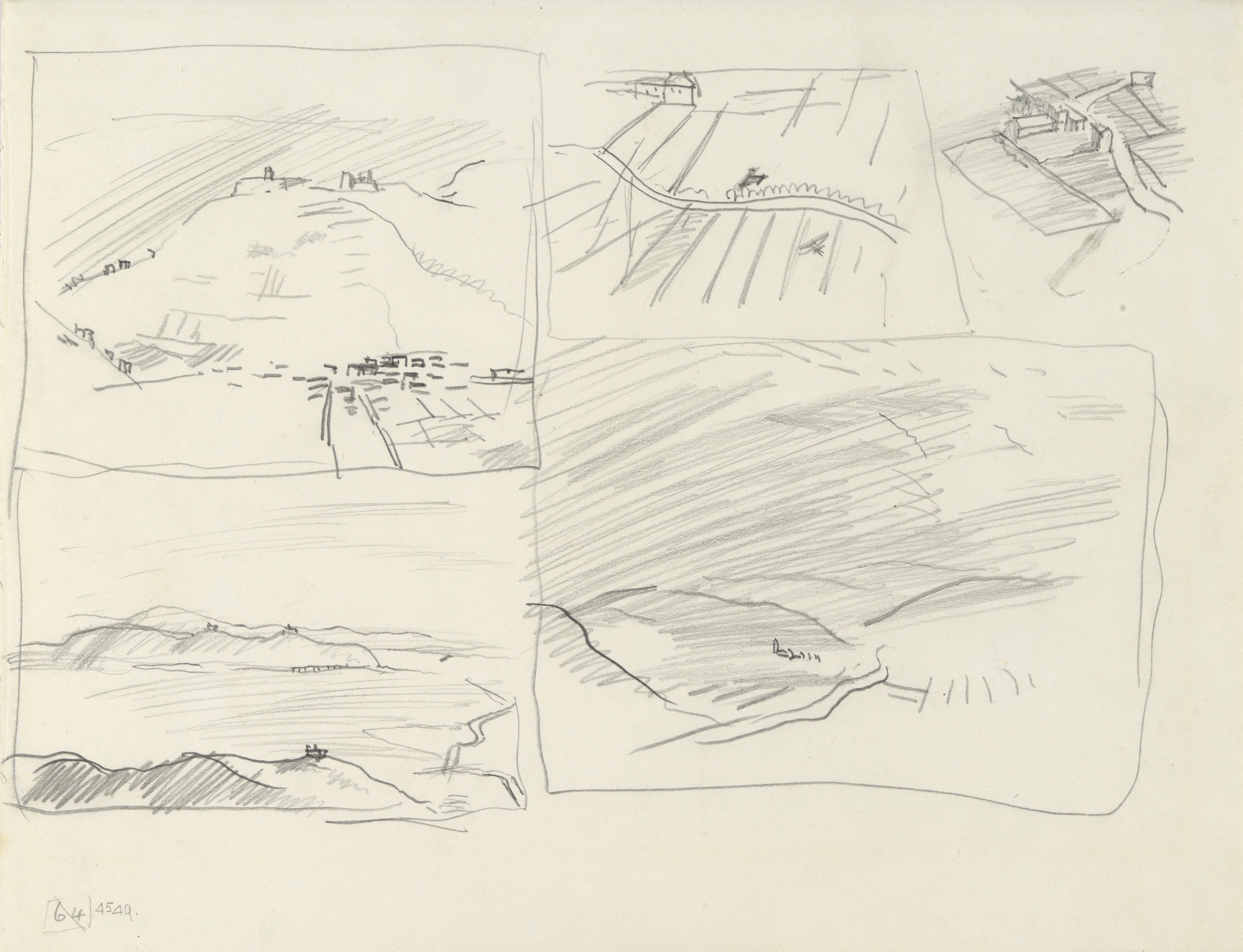
Five Studies of Aerial Views, Italy, 1918
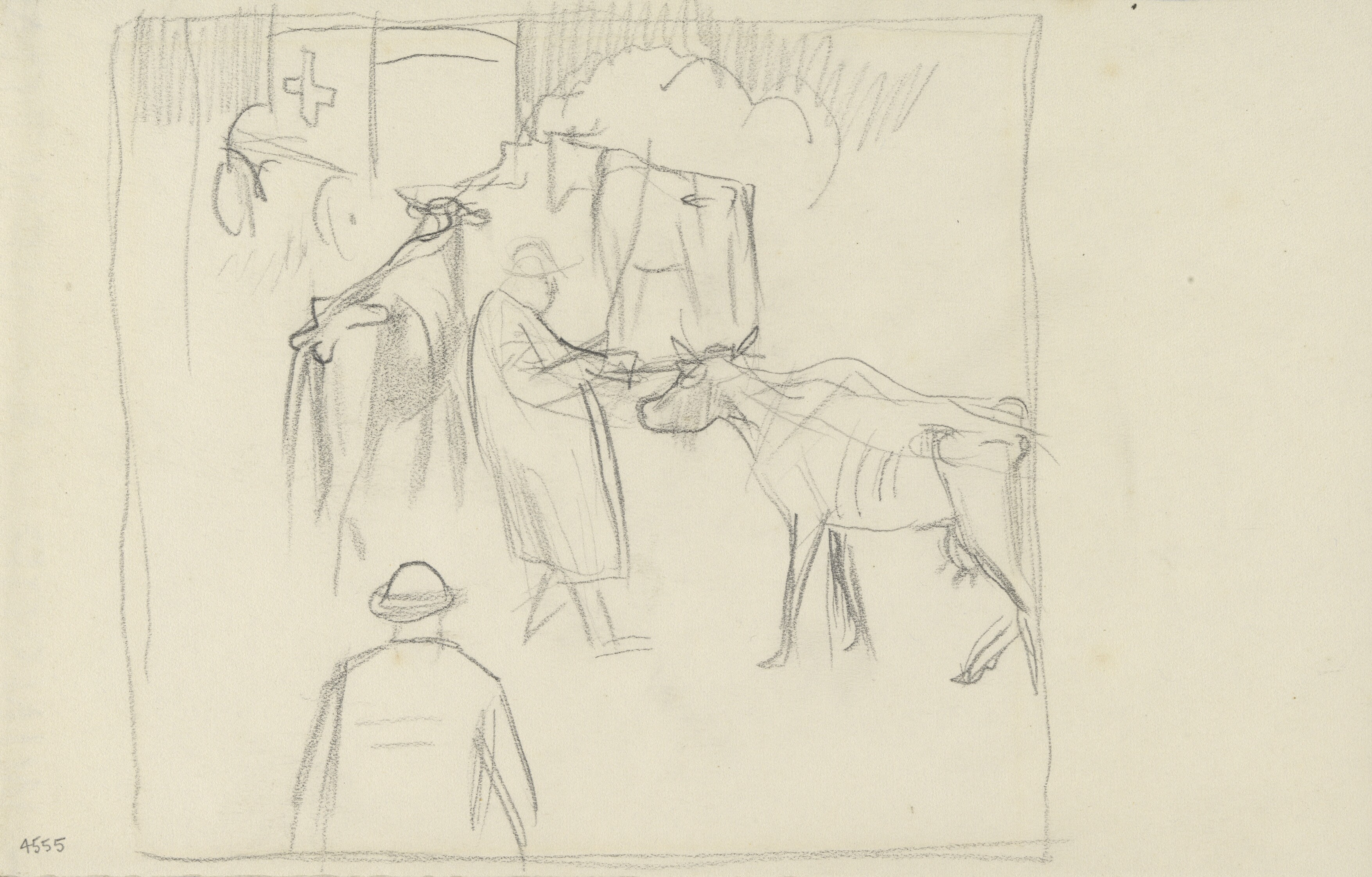
Red Cross Ambulance and Farm Animals, Italy, 1918

Gemälde Sydney Carline
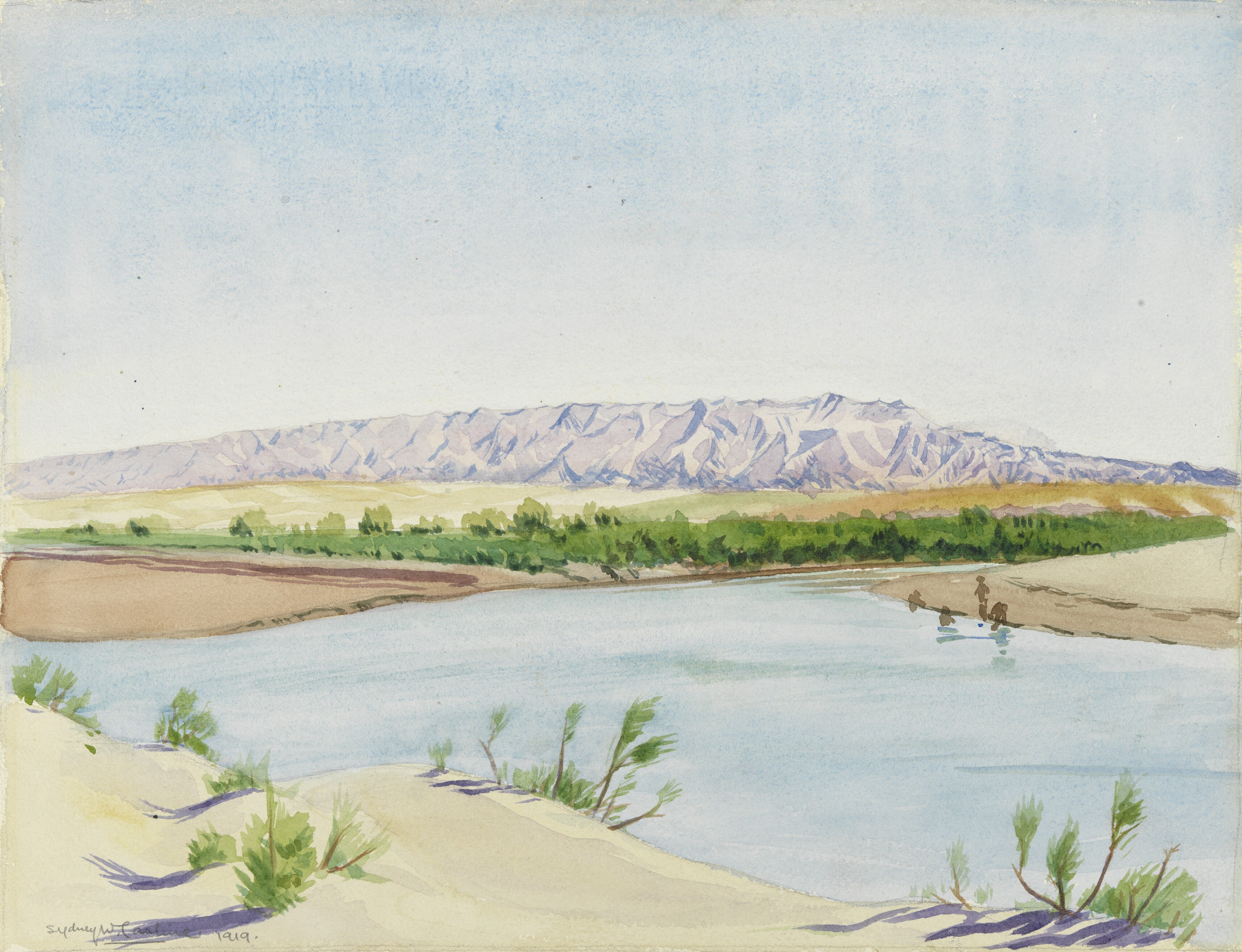
The Fatha Position, Northern Mesopotamia- the hill defences held by the Turks in 1918
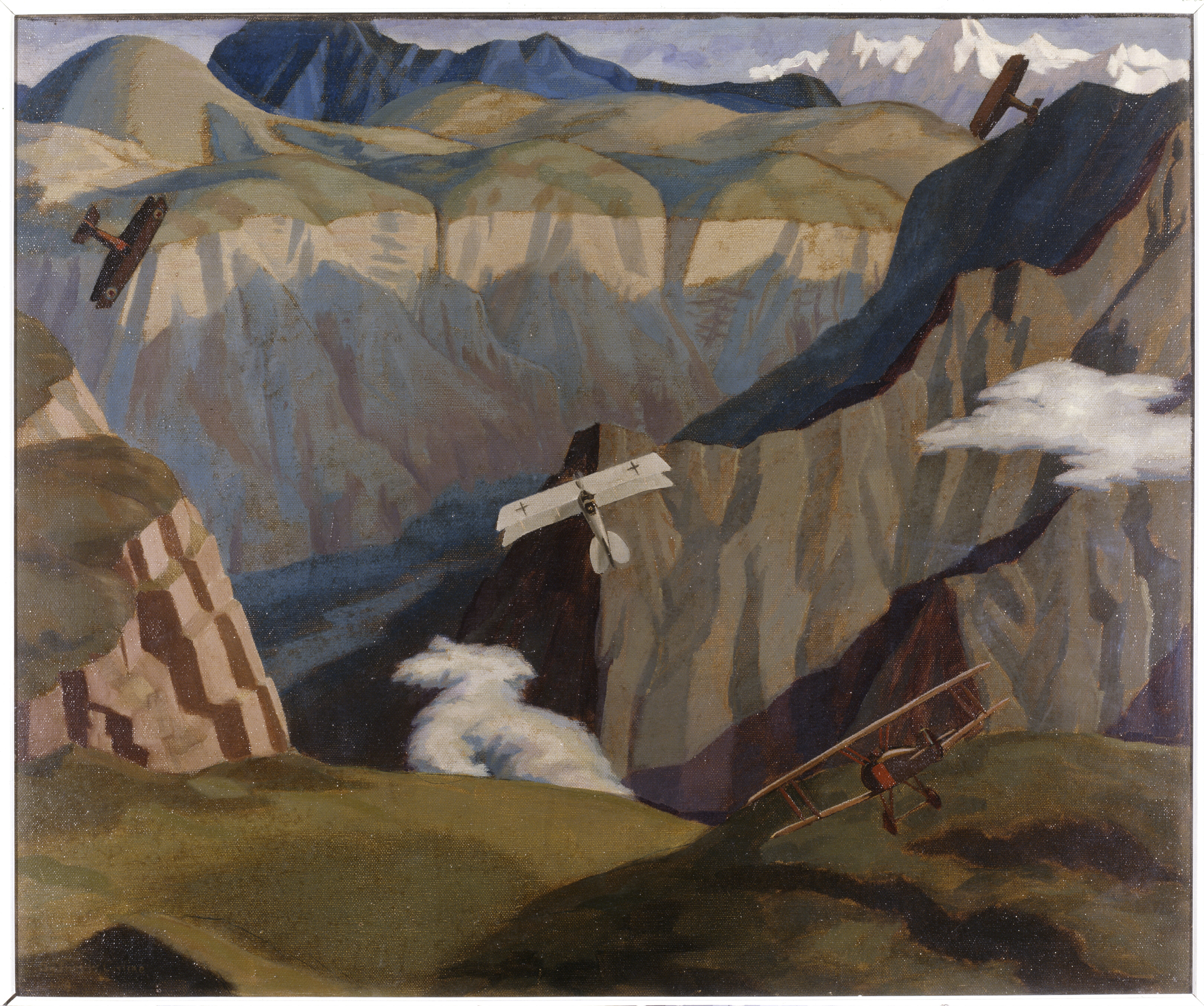
The Destruction of an Austrian Machine in the Gorge of the Brenta Valley, Italy
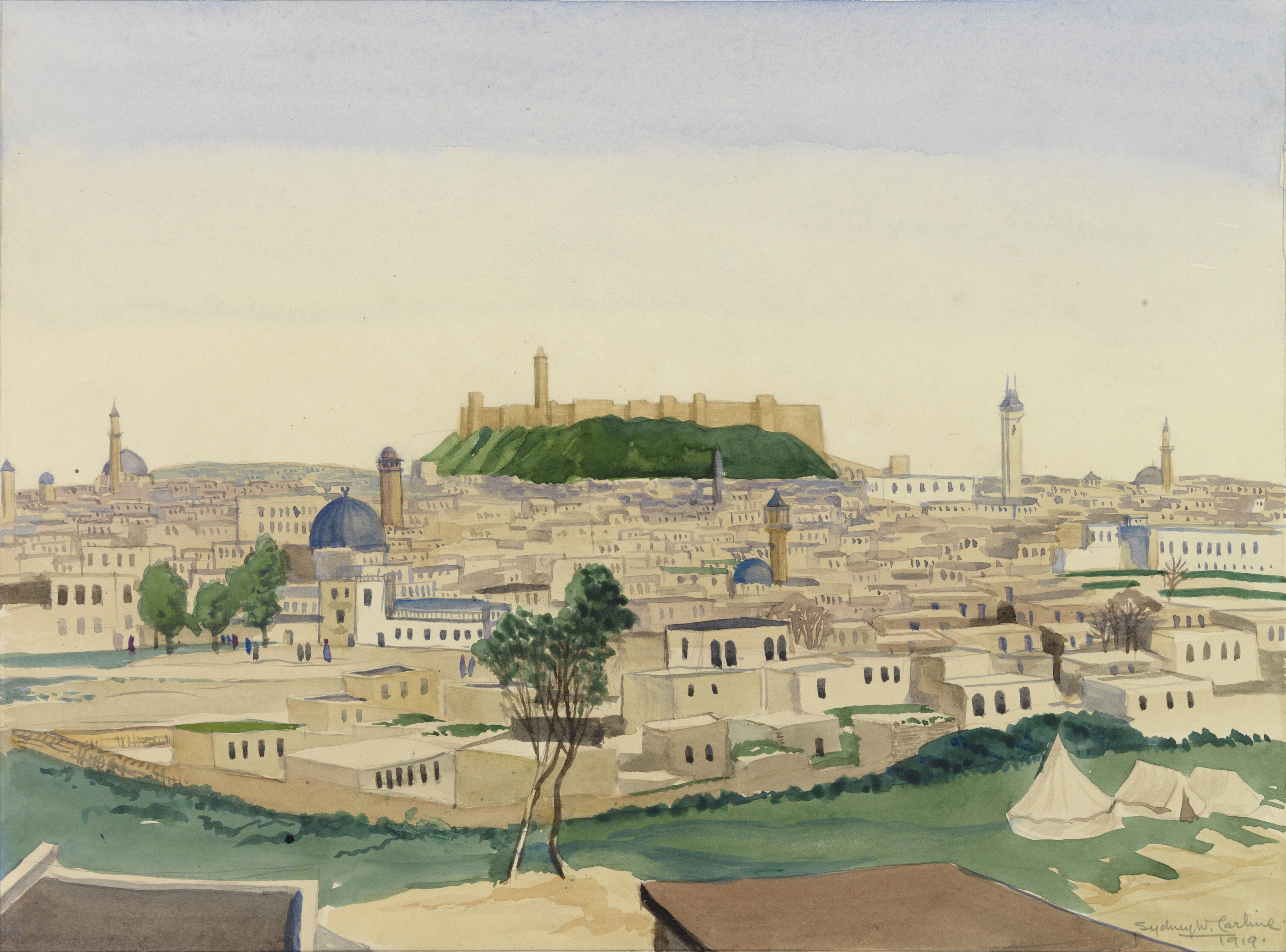
Aleppo, Syria, 1919
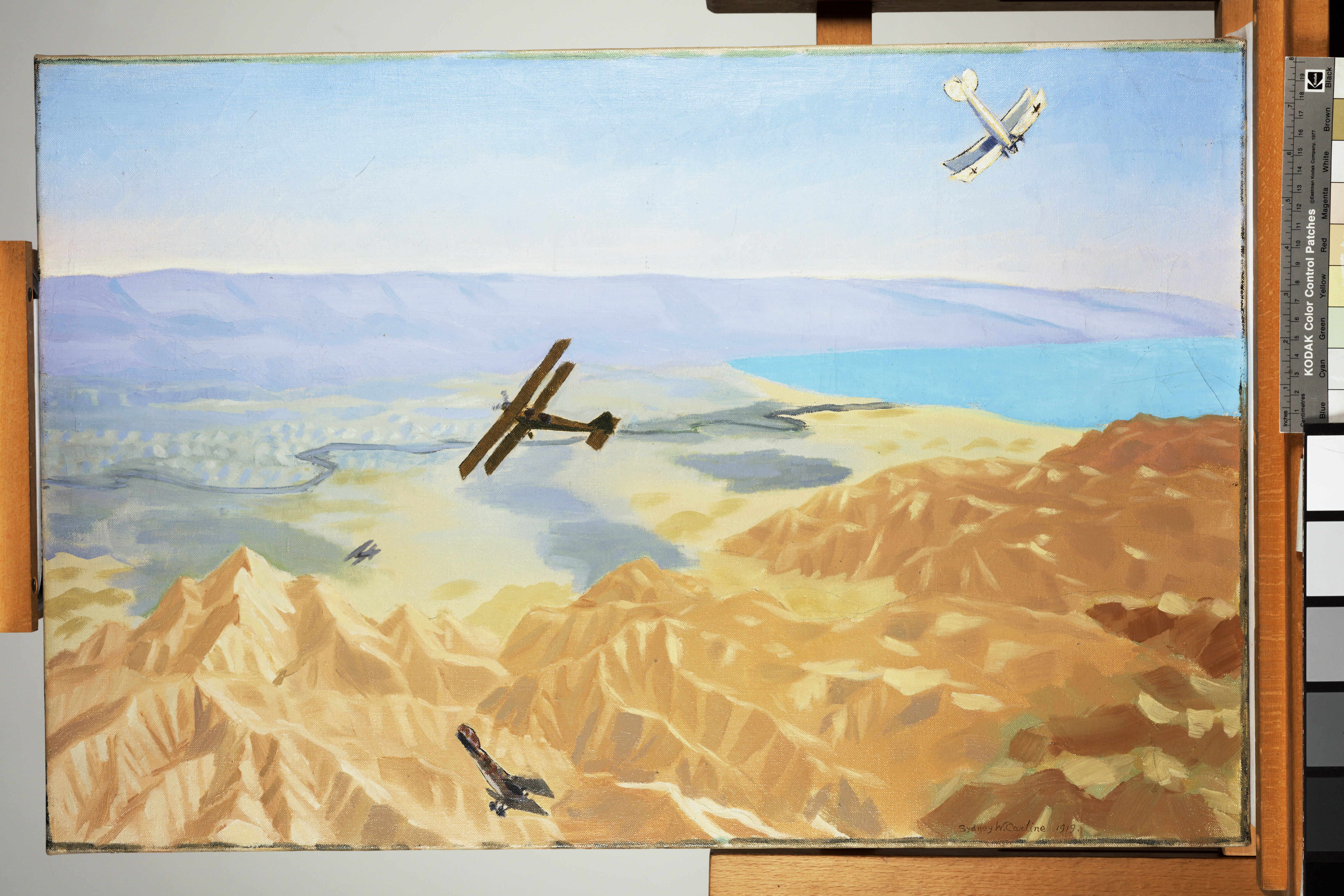
Study for “the Dead Sea- An Enemy Aeroplane over the Dead Sea, Palestine”
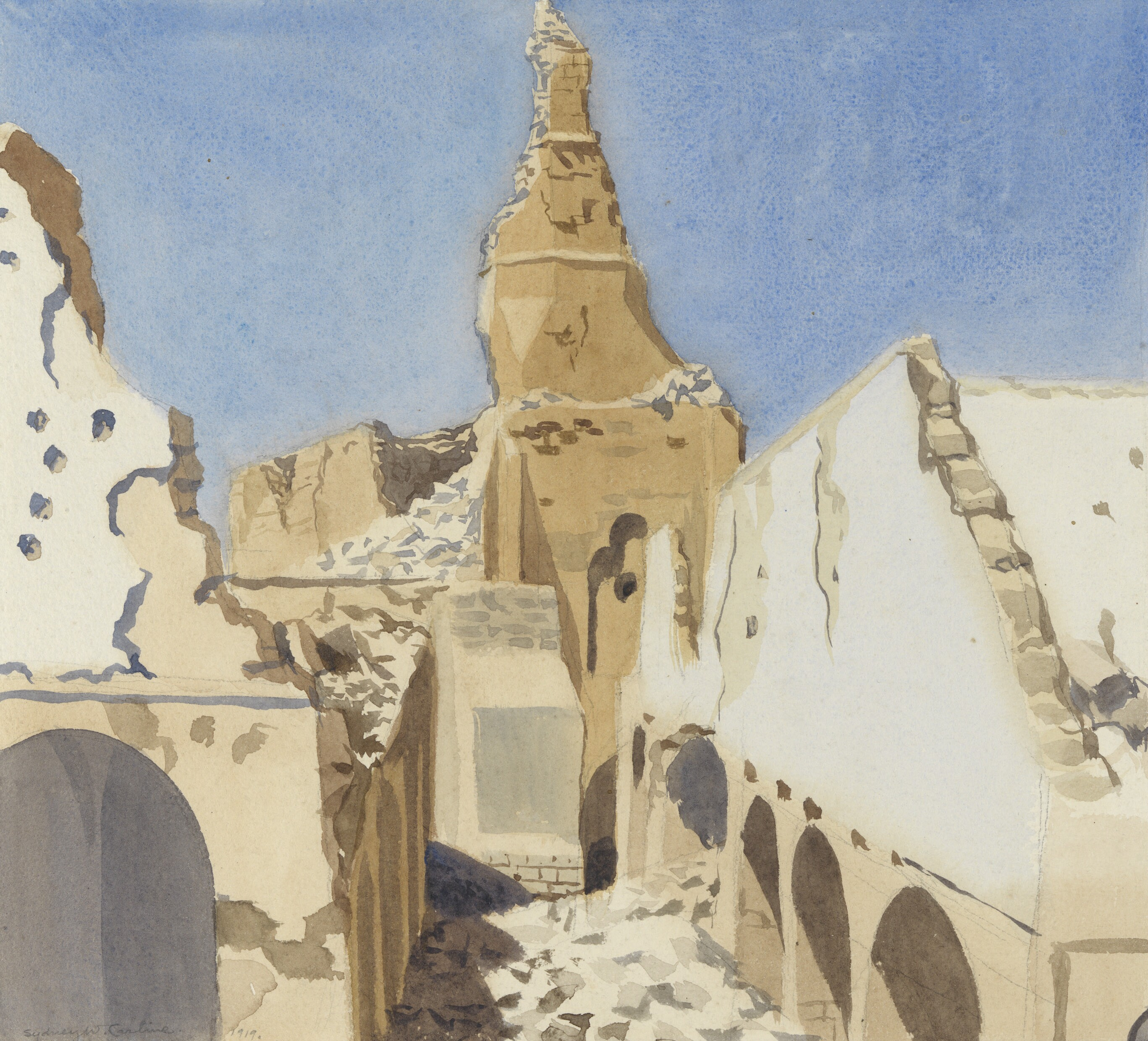
The Ruins of the Great Mosque, Gaza, Palestine, 1919
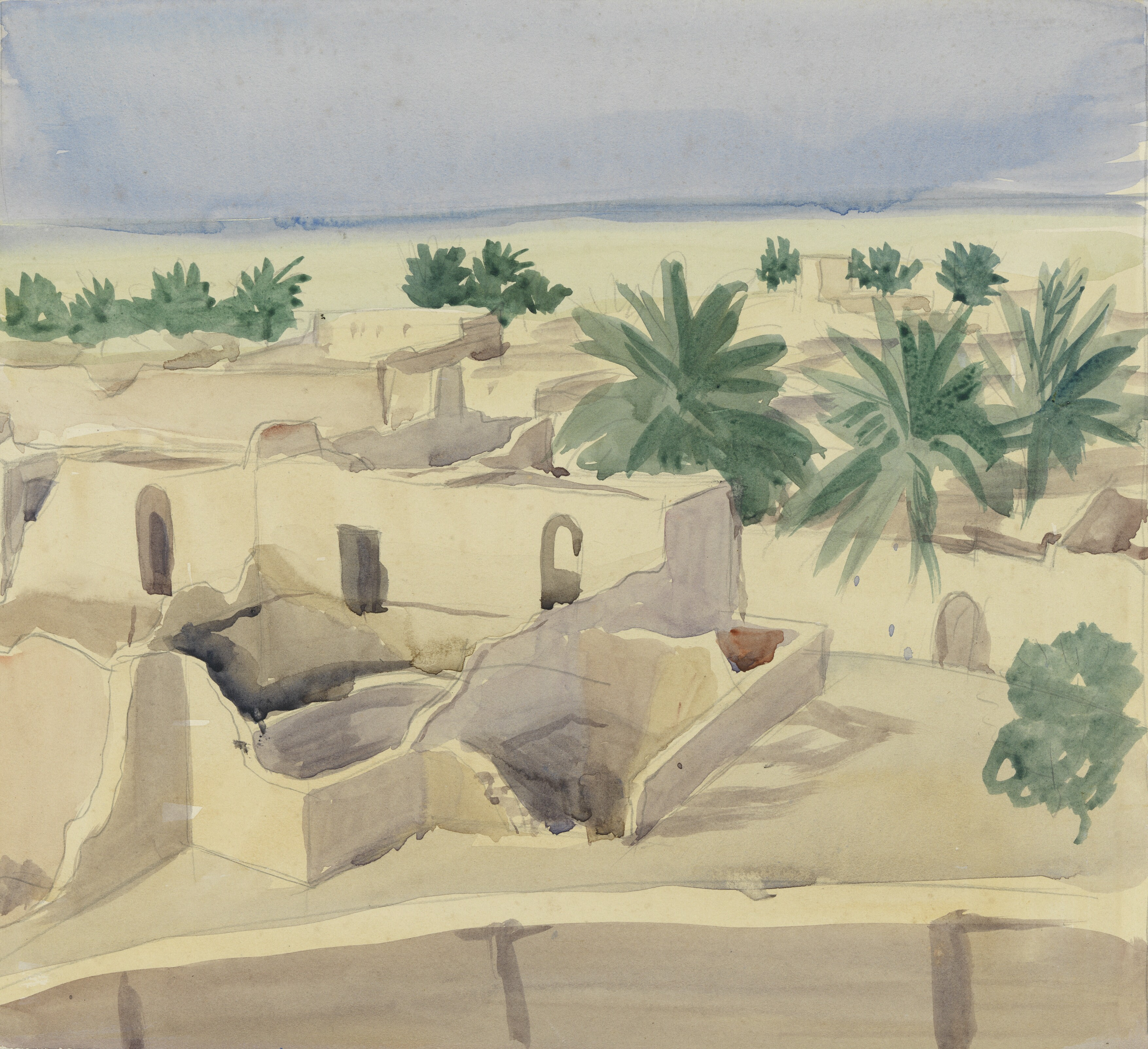
Kut-el-amara, 1919
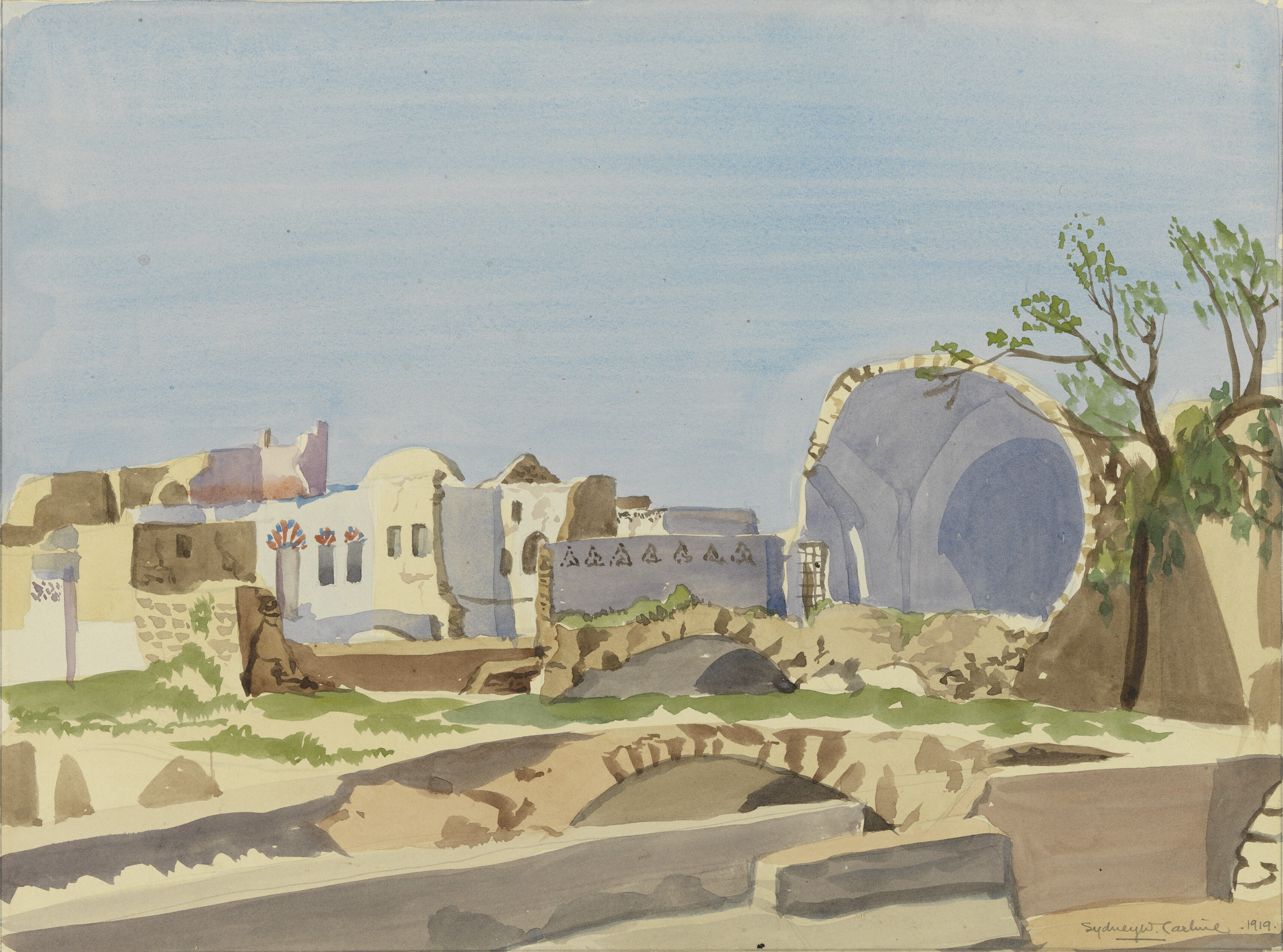
Ruins of Gaza, Egypt, 1919
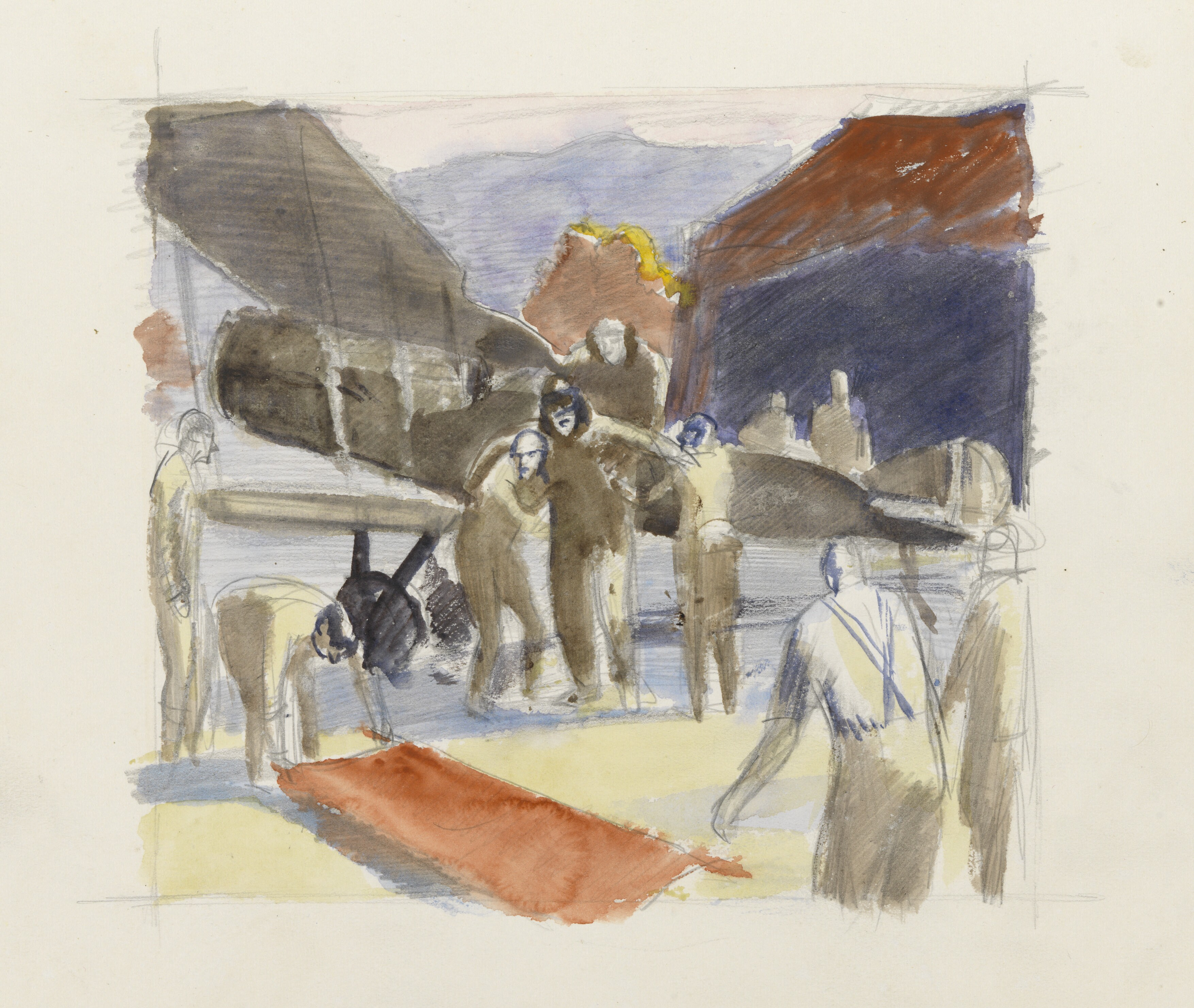
Assisting an Injured British Pilot, Italy, October 1918
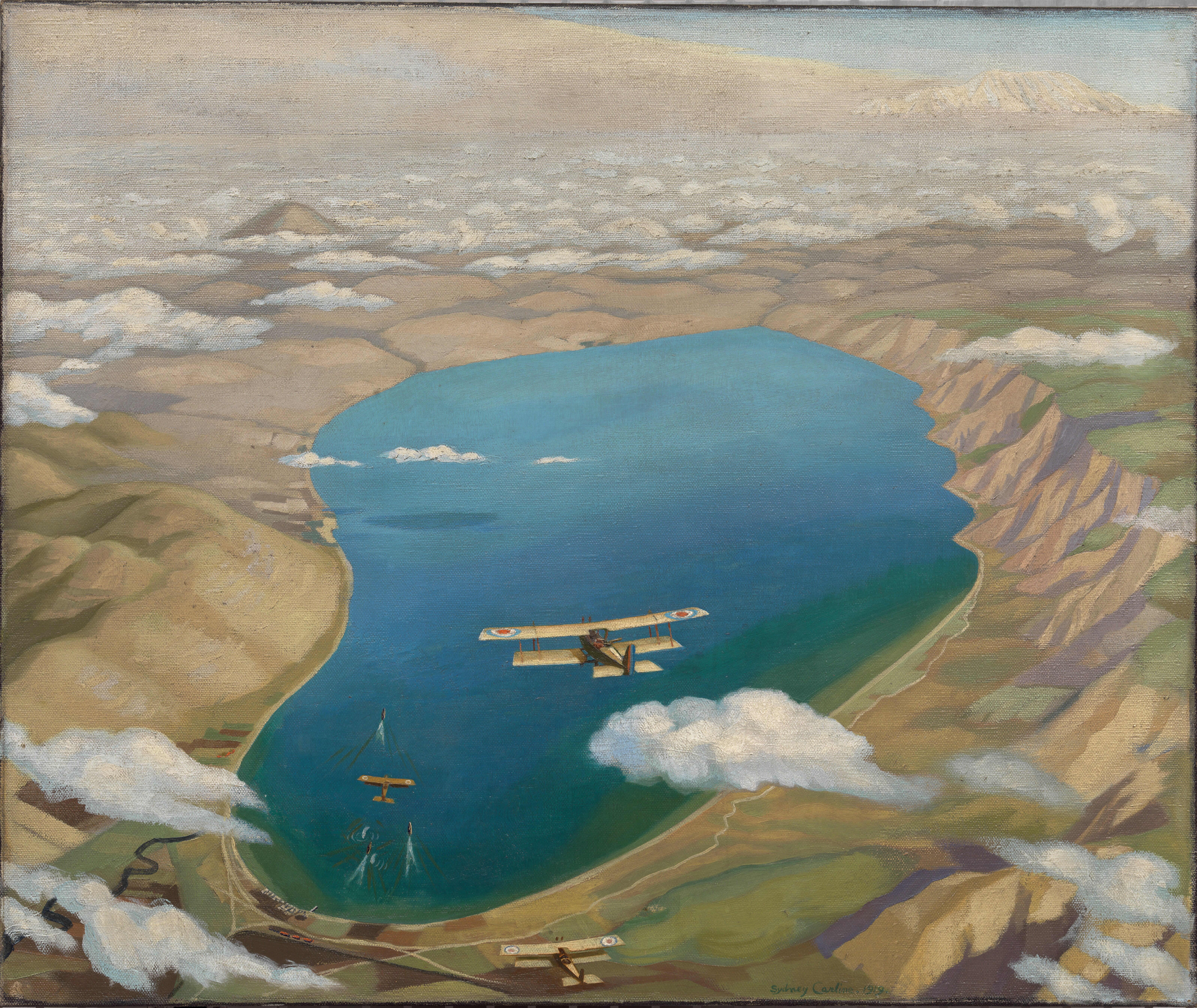
The Sea of Galilee- Aeroplanes Attacking Turkish Boats, 1919
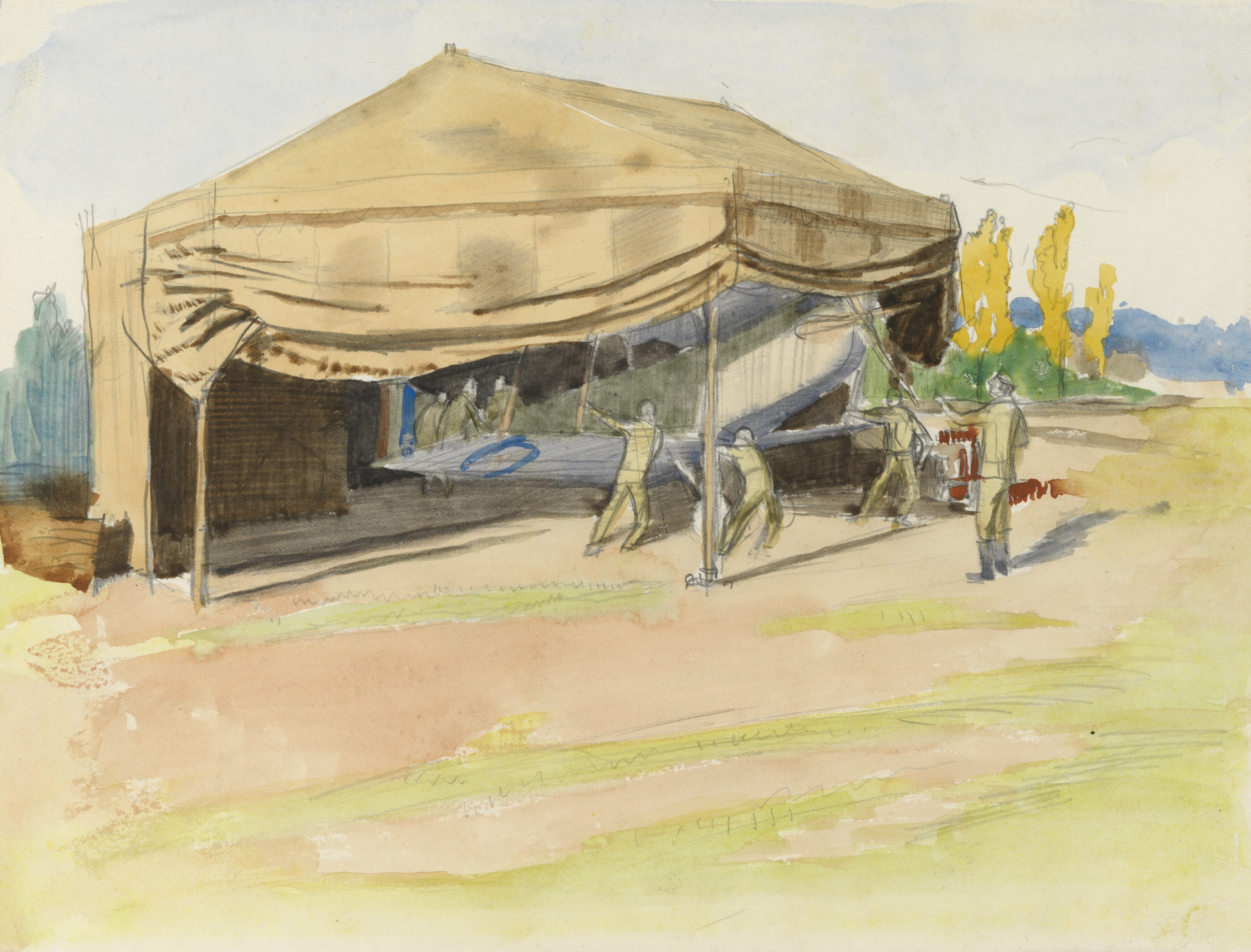
Temporary Canvas Hangar for a Biplane, Italy, 1918
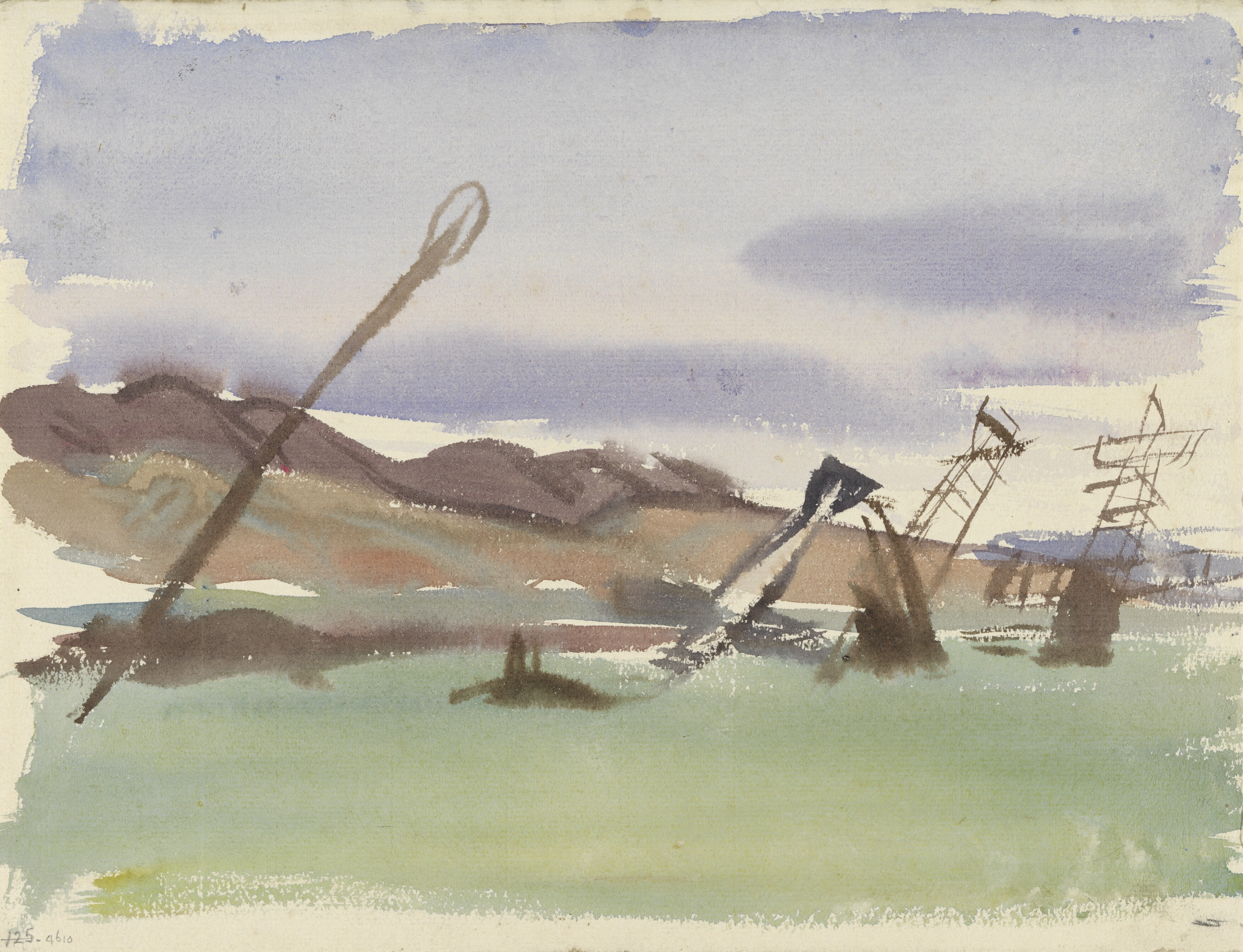
Study for “a Destroyed Turkish Aerodrome at Rayak, Lebanon, Syria”
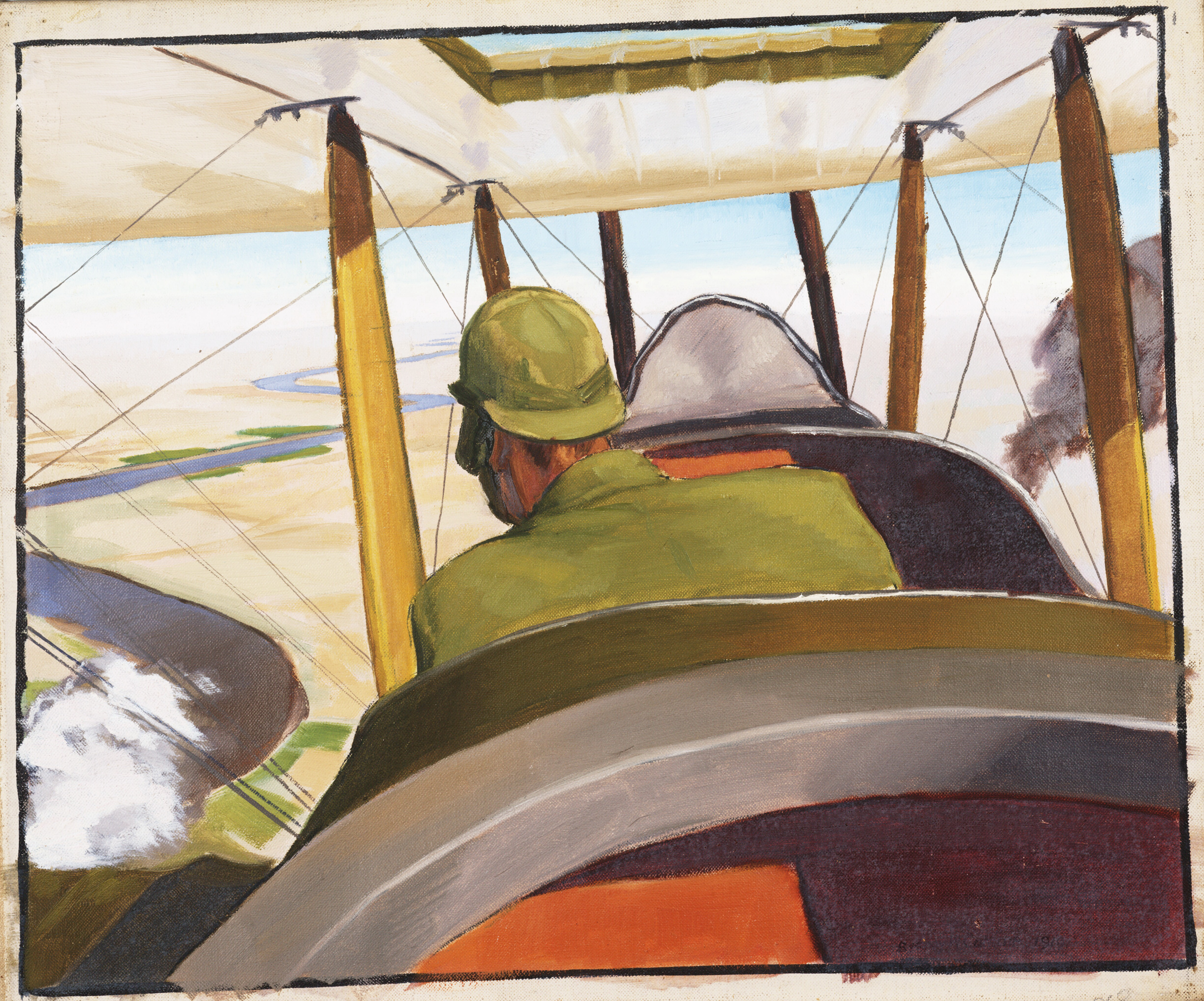
A British Pilot in a Be2c approaching Hit along the course of the River Euphrates, July 1919.
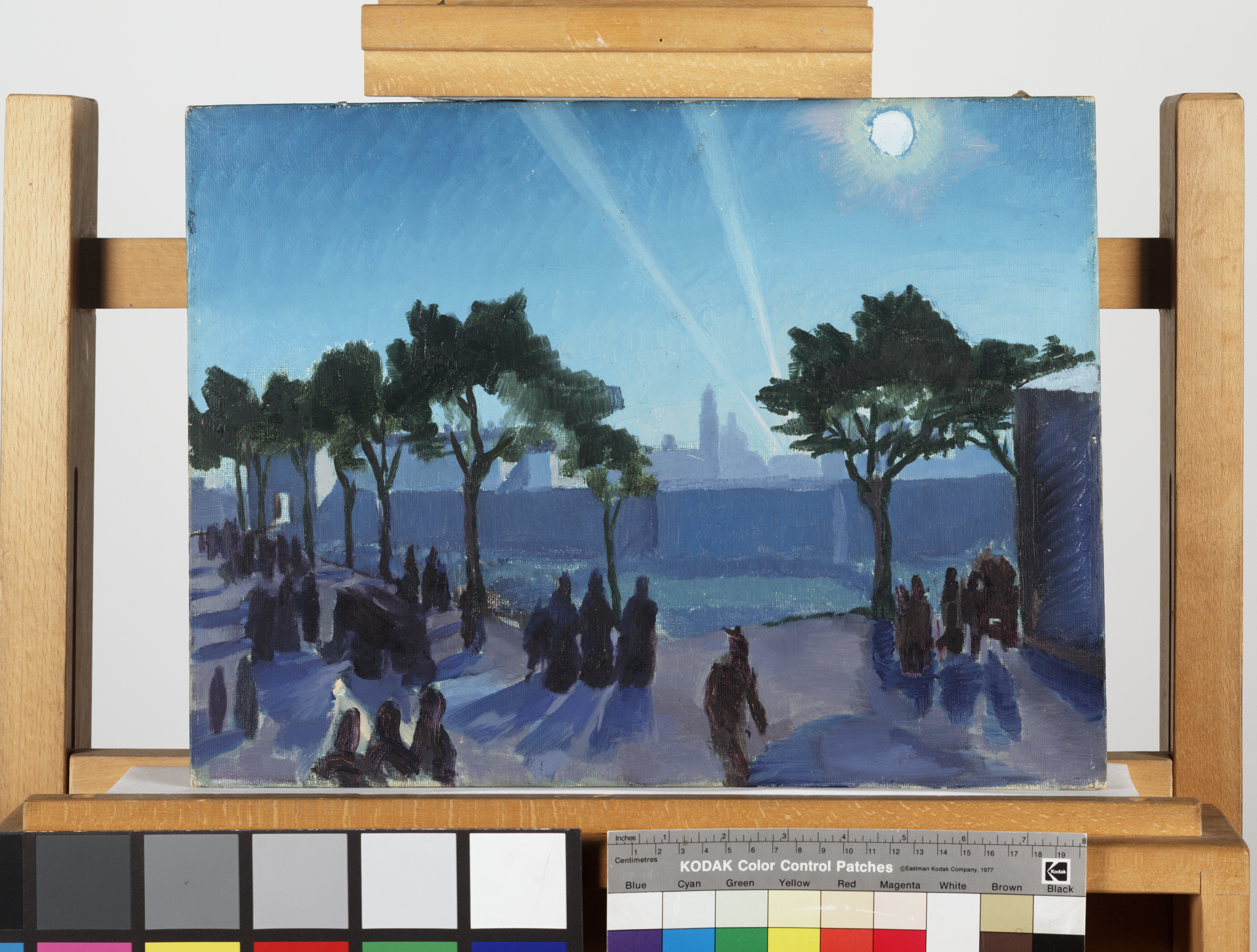
Italians Leaving Padua on Account of the Raids, 1918
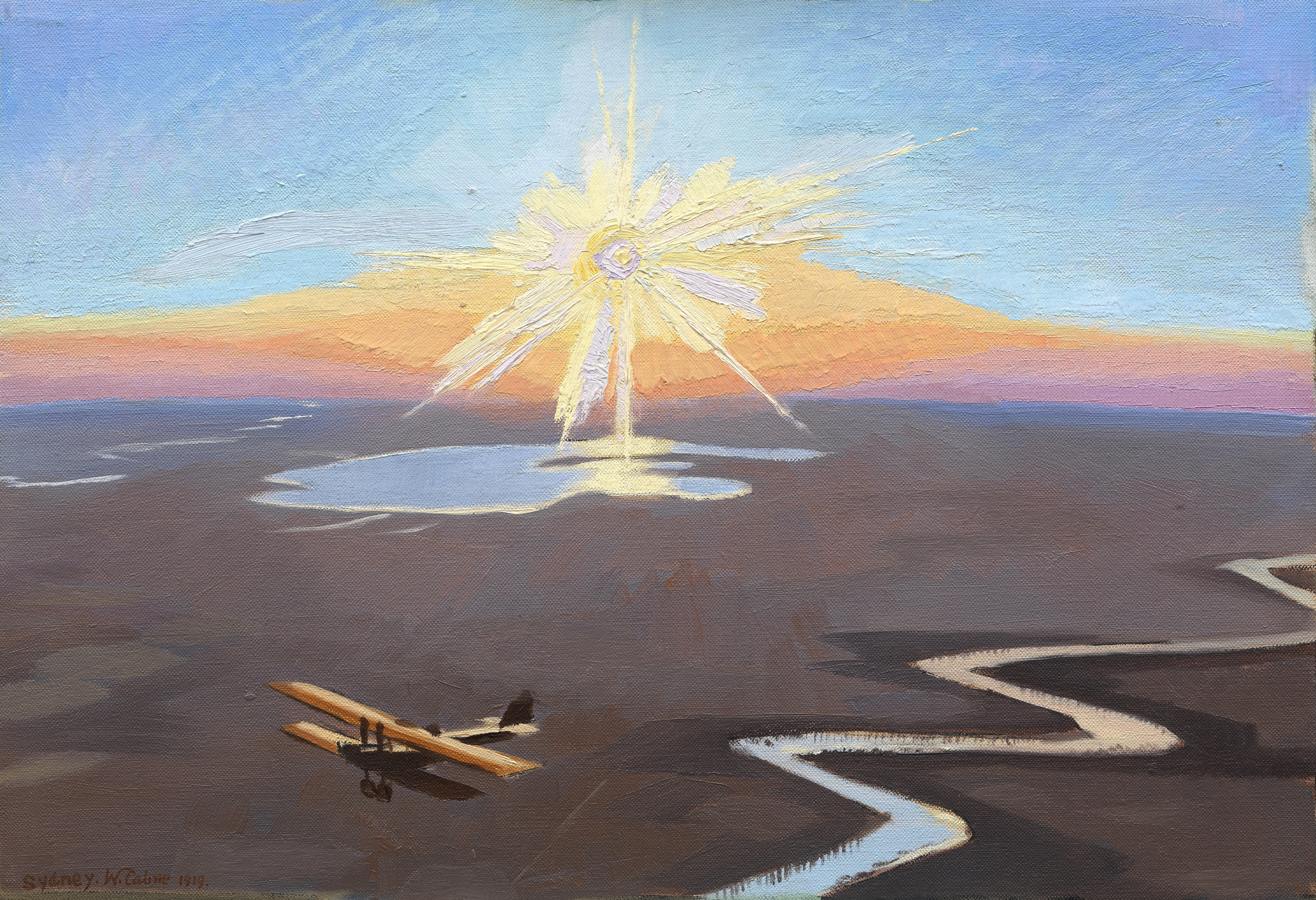
Flying Over the Desert at Sunset, Mesopotamia (1919) (Art.IWM ART 4623)